# Motorrad-Weltmeisterschaft 2023
Die Motorrad-Weltmeisterschaft 2023 war die 75. Saison in der Geschichte der FIM-Motorrad-Straßenweltmeisterschaft.

## Punkteverteilung
Weltmeister wird derjenige Fahrer beziehungsweise der Hersteller, der bis zum Saisonende die meisten Punkte in der Weltmeisterschaft angesammelt hat. Bei der Punkteverteilung werden die Platzierungen im Gesamtergebnis des jeweiligen Rennens berücksichtigt. Die fünfzehn erstplatzierten Fahrer jedes Rennens erhalten Punkte nach folgendem Schema:
| Punkteverteilung | Punkteverteilung | Punkteverteilung | Punkteverteilung | Punkteverteilung | Punkteverteilung | Punkteverteilung | Punkteverteilung | Punkteverteilung | Punkteverteilung | Punkteverteilung | Punkteverteilung | Punkteverteilung | Punkteverteilung | Punkteverteilung | Punkteverteilung |
| ---------------- | ---------------- | ---------------- | ---------------- | ---------------- | ---------------- | ---------------- | ---------------- | ---------------- | ---------------- | ---------------- | ---------------- | ---------------- | ---------------- | ---------------- | ---------------- |
| Platz            | 1                | 2                | 3                | 4                | 5                | 6                | 7                | 8                | 9                | 10               | 11               | 12               | 13               | 14               | 15               |
| Punkte           | 25               | 20               | 16               | 13               | 11               | 10               | 9                | 8                | 7                | 6                | 5                | 4                | 3                | 2                | 1                |

In der MotoGP-Klasse wurde erstmals vor jedem Grand-Prix-Rennen ein Sprintrennen ausgetragen, deren Punkte allerdings nicht in die Langzeitstatistik eingingen. Die neun erstplatzierten Fahrer jedes Sprintrennens erhielten Punkte nach folgendem Schema:
| Punkteverteilung | Punkteverteilung | Punkteverteilung | Punkteverteilung | Punkteverteilung | Punkteverteilung | Punkteverteilung | Punkteverteilung | Punkteverteilung | Punkteverteilung |
| ---------------- | ---------------- | ---------------- | ---------------- | ---------------- | ---------------- | ---------------- | ---------------- | ---------------- | ---------------- |
| Platz            | 1                | 2                | 3                | 4                | 5                | 6                | 7                | 8                | 9                |
| Punkte           | 12               | 9                | 7                | 6                | 5                | 4                | 3                | 2                | 1                |

In die Wertung kamen alle erzielten Resultate.

## Rennkalender
Die Saison startete am 26. März mit dem Großen Preis von Portugal und endete am 26. November nach 20 Rennen mit dem Großen Preis von Valencia.
| #  | Datum         | Rennen                          | Strecke                                                      | Streckenlayout |
| -- | ------------- | ------------------------------- | ------------------------------------------------------------ | -------------- |
| 1  | 26. März      | Großer Preis von Portugal       | Autódromo Internacional do Algarve (Portimão)                |                |
| 2  | 2. April      | Großer Preis von Argentinien    | Autódromo Termas de Río Hondo (Termas de Río Hondo)          |                |
| 3  | 16. April     | Grand Prix of The Americas      | Circuit of The Americas (Austin)                             |                |
| 4  | 30. April     | Großer Preis von Spanien        | Circuito de Jerez (Jerez de la Frontera)                     |                |
| 5  | 14. Mai       | Großer Preis von Frankreich     | Circuit Bugatti (Le Mans)                                    |                |
| 6  | 11. Juni      | Großer Preis von Italien        | Autodromo Internazionale del Mugello (Scarperia e San Piero) |                |
| 7  | 18. Juni      | Großer Preis von Deutschland    | Sachsenring (Hohenstein-Ernstthal)                           |                |
| 8  | 25. Juni      | Dutch TT                        | TT Circuit Assen (Assen)                                     |                |
| 9  | 6. August     | Großer Preis von Großbritannien | Silverstone Circuit (Silverstone)                            |                |
| 10 | 20. August    | Großer Preis von Österreich     | Red Bull Ring (Spielberg)                                    |                |
| 11 | 3. September  | Großer Preis von Katalonien     | Circuit de Barcelona-Catalunya (Montmeló)                    |                |
| 12 | 10. September | Großer Preis von San Marino     | Misano World Circuit Marco Simoncelli (Misano Adriatico)     |                |
| 13 | 24. September | Großer Preis von Indien         | Buddh International Circuit (Greater Noida)                  |                |
| 14 | 1. Oktober    | Großer Preis von Japan          | Twin Ring Motegi (Motegi)                                    |                |
| 15 | 15. Oktober   | Großer Preis von Indonesien     | Mandalika International Street Circuit (Lombok)              |                |
| 16 | 22. Oktober   | Großer Preis von Australien     | Phillip Island Circuit (Phillip Island)                      |                |
| 17 | 29. Oktober   | Großer Preis von Thailand       | Chang International Circuit (Buri Ram)                       |                |
| 18 | 12. November  | Großer Preis von Malaysia       | Sepang International Circuit (Sepang)                        |                |
| 19 | 19. November  | Großer Preis von Katar          | Losail International Circuit (Doha)                          |                |
| 20 | 26. November  | Großer Preis von Valencia       | Circuit Ricardo Tormo (Valencia)                             |                |

## MotoGP-Klasse
In der MotoGP waren elf Teams mit 22 Fahrern gemeldet.

### Teams und Fahrer
| Team                                 | Hersteller | Maschine         | Nr. | Fahrer                | Läufe             |
| ------------------------------------ | ---------- | ---------------- | --- | --------------------- | ----------------- |
| Aprilia Racing                       | Aprilia    | RS-GP            | 12  | Maverick Viñales      | alle              |
| Aprilia Racing                       | Aprilia    | RS-GP            | 41  | Aleix Espargaró       | alle              |
| Aprilia Racing                       | Aprilia    | RS-GP            | 32  | Lorenzo Savadori      | 6, 8, 10          |
| CryptoData RNF MotoGP Team           | Aprilia    | RS-GP            | 25  | Raúl Fernández        | alle              |
| CryptoData RNF MotoGP Team           | Aprilia    | RS-GP            | 88  | Miguel Oliveira       | 1, 3–4, 6–19      |
| CryptoData RNF MotoGP Team           | Aprilia    | RS-GP            | 32  | Lorenzo Savadori      | 5, 20             |
| Ducati Lenovo Team                   | Ducati     | Desmosedici GP23 | 1   | Francesco Bagnaia     | alle              |
| Ducati Lenovo Team                   | Ducati     | Desmosedici GP23 | 23  | Enea Bastianini       | 1, 4, 6–11, 15–20 |
| Ducati Lenovo Team                   | Ducati     | Desmosedici GP23 | 51  | Michele Pirro         | 3, 13–14          |
| Ducati Lenovo Team                   | Ducati     | Desmosedici GP23 | 9   | Danilo Petrucci       | 5                 |
| Aruba.it Racing                      | Ducati     | Desmosedici GP23 | 51  | Michele Pirro         | 6, 12             |
| Aruba.it Racing                      | Ducati     | Desmosedici GP23 | 19  | Álvaro Bautista       | 18                |
| Prima Pramac Racing                  | Ducati     | Desmosedici GP23 | 5   | Johann Zarco          | alle              |
| Prima Pramac Racing                  | Ducati     | Desmosedici GP23 | 89  | Jorge Martín          | alle              |
| Gresini Racing MotoGP                | Ducati     | Desmosedici GP22 | 49  | Fabio Di Giannantonio | alle              |
| Gresini Racing MotoGP                | Ducati     | Desmosedici GP22 | 73  | Álex Márquez          | 1–13, 15–20       |
| Mooney VR46 Racing Team              | Ducati     | Desmosedici GP22 | 10  | Luca Marini           | 1–13, 15–20       |
| Mooney VR46 Racing Team              | Ducati     | Desmosedici GP22 | 72  | Marco Bezzecchi       | alle              |
| LCR Honda Idemitsu LCR Honda Castrol | Honda      | RC213V           | 30  | Takaaki Nakagami      | alle              |
| LCR Honda Idemitsu LCR Honda Castrol | Honda      | RC213V           | 42  | Álex Rins             | 1–6, 14–16, 20    |
| LCR Honda Idemitsu LCR Honda Castrol | Honda      | RC213V           | 6   | Stefan Bradl          | 8, 13–14          |
| LCR Honda Idemitsu LCR Honda Castrol | Honda      | RC213V           | 27  | Iker Lecuona          | 9–11, 18–19       |
| LCR Honda Idemitsu LCR Honda Castrol | Honda      | RC213V           | 7   | Takumi Takahashi      | 12                |
| Repsol Honda Team                    | Honda      | RC213V           | 36  | Joan Mir              | 1–6, 9–20         |
| Repsol Honda Team                    | Honda      | RC213V           | 27  | Iker Lecuona          | 8                 |
| Repsol Honda Team                    | Honda      | RC213V           | 93  | Marc Márquez          | 1, 5–20           |
| Repsol Honda Team                    | Honda      | RC213V           | 6   | Stefan Bradl          | 3                 |
| Repsol Honda Team                    | Honda      | RC213V           | 27  | Iker Lecuona          | 4                 |
| HRC Team                             | Honda      | RC213V           | 6   | Stefan Bradl          | 4, 12             |
| Red Bull KTM Factory Racing          | KTM        | RC16             | 33  | Brad Binder           | alle              |
| Red Bull KTM Factory Racing          | KTM        | RC16             | 43  | Jack Miller           | alle              |
| Red Bull KTM Factory Racing          | KTM        | RC16             | 26  | Dani Pedrosa          | 4, 12             |
| Tech3 GasGas Factory Racing          | KTM        | RC16             | 37  | Augusto Fernández     | alle              |
| Tech3 GasGas Factory Racing          | KTM        | RC16             | 44  | Pol Espargaró         | 1, 9–20           |
| Tech3 GasGas Factory Racing          | KTM        | RC16             | 94  | Jonas Folger          | 3–8               |
| Monster Energy Yamaha MotoGP         | Yamaha     | YZR-M1           | 20  | Fabio Quartararo      | alle              |
| Monster Energy Yamaha MotoGP         | Yamaha     | YZR-M1           | 21  | Franco Morbidelli     | alle              |
| Yamalube RS4GP Racing Team           | Yamaha     | YZR-M1           | 35  | Cal Crutchlow         | 14                |

| Legende         |
| --------------- |
| Stammfahrer     |
| Wildcard-Fahrer |
| Ersatzfahrer    |

### Rennergebnisse
| #  | Datum  | Rennen                | Strecke              | Platz 1               | Platz 2           | Platz 3               | Pole-Position     | Schn. Rennrunde   | Gesamtführung     | Gesamtführung           | Gesamtführung |
| #  | Datum  | Rennen                | Strecke              | Platz 1               | Platz 2           | Platz 3               | Pole-Position     | Schn. Rennrunde   | Fahrer            | Team                    | Konstrukteur  |
| -- | ------ | --------------------- | -------------------- | --------------------- | ----------------- | --------------------- | ----------------- | ----------------- | ----------------- | ----------------------- | ------------- |
| 1  | 26.03. | GP von Portugal       | Portimão             | Francesco Bagnaia     | Maverick Viñales  | Marco Bezzecchi       | Marc Márquez      | Aleix Espargaró   | Francesco Bagnaia | Ducati Lenovo Team      | Ducati        |
| 2  | 02.04. | GP von Argentinien    | Termas de Río Hondo  | Marco Bezzecchi       | Johann Zarco      | Álex Márquez          | Álex Márquez      | Marco Bezzecchi   | Marco Bezzecchi   | Mooney VR46 Racing Team | Ducati        |
| 3  | 16.04. | GP of The Americas    | Austin               | Álex Rins             | Luca Marini       | Fabio Quartararo      | Francesco Bagnaia | Álex Rins         | Marco Bezzecchi   | Mooney VR46 Racing Team | Ducati        |
| 4  | 30.04. | GP von Spanien        | Jerez de la Frontera | Francesco Bagnaia     | Brad Binder       | Jack Miller           | Aleix Espargaró   | Francesco Bagnaia | Francesco Bagnaia | Mooney VR46 Racing Team | Ducati        |
| 5  | 14.05. | GP von Frankreich     | Le Mans              | Marco Bezzecchi       | Jorge Martín      | Johann Zarco          | Francesco Bagnaia | Marco Bezzecchi   | Francesco Bagnaia | Mooney VR46 Racing Team | Ducati        |
| 6  | 11.06. | GP von Italien        | Mugello              | Francesco Bagnaia     | Jorge Martín      | Johann Zarco          | Francesco Bagnaia | Francesco Bagnaia | Francesco Bagnaia | Prima Pramac Racing     | Ducati        |
| 7  | 18.06. | GP von Deutschland    | Hohenstein-Ernstthal | Jorge Martín          | Francesco Bagnaia | Johann Zarco          | Francesco Bagnaia | Johann Zarco      | Francesco Bagnaia | Prima Pramac Racing     | Ducati        |
| 8  | 25.06. | Dutch TT              | Assen                | Francesco Bagnaia     | Marco Bezzecchi   | Aleix Espargaró       | Marco Bezzecchi   | Jorge Martín      | Francesco Bagnaia | Prima Pramac Racing     | Ducati        |
| 9  | 06.08. | GP von Großbritannien | Silverstone          | Aleix Espargaró       | Francesco Bagnaia | Brad Binder           | Marco Bezzecchi   | Aleix Espargaró   | Francesco Bagnaia | Prima Pramac Racing     | Ducati        |
| 10 | 20.08. | GP von Österreich     | Spielberg            | Francesco Bagnaia     | Brad Binder       | Marco Bezzecchi       | Francesco Bagnaia | Francesco Bagnaia | Francesco Bagnaia | Prima Pramac Racing     | Ducati        |
| 11 | 03.09. | GP von Katalonien     | Montmeló             | Aleix Espargaró       | Maverick Viñales  | Jorge Martín          | Francesco Bagnaia | Maverick Viñales  | Francesco Bagnaia | Prima Pramac Racing     | Ducati        |
| 12 | 10.09. | GP von San Marino     | Misano Adriatico     | Jorge Martín          | Marco Bezzecchi   | Francesco Bagnaia     | Jorge Martín      | Francesco Bagnaia | Francesco Bagnaia | Prima Pramac Racing     | Ducati        |
| 13 | 24.09. | GP von Indien         | Greater Noida        | Marco Bezzecchi       | Jorge Martín      | Fabio Quartararo      | Marco Bezzecchi   | Marco Bezzecchi   | Francesco Bagnaia | Prima Pramac Racing     | Ducati        |
| 14 | 01.10. | GP von Japan          | Motegi               | Jorge Martín          | Francesco Bagnaia | Marc Márquez          | Jorge Martín      | Johann Zarco      | Francesco Bagnaia | Prima Pramac Racing     | Ducati        |
| 15 | 15.10. | GP von Indonesien     | Lombok               | Francesco Bagnaia     | Maverick Viñales  | Fabio Quartararo      | Luca Marini       | Enea Bastianini   | Francesco Bagnaia | Prima Pramac Racing     | Ducati        |
| 16 | 22.10. | GP von Australien     | Phillip Island       | Johann Zarco          | Francesco Bagnaia | Fabio Di Giannantonio | Jorge Martín      | Jorge Martín      | Francesco Bagnaia | Prima Pramac Racing     | Ducati        |
| 17 | 29.10. | GP von Thailand       | Buri Ram             | Jorge Martín          | Francesco Bagnaia | Brad Binder           | Jorge Martín      | Marco Bezzecchi   | Francesco Bagnaia | Prima Pramac Racing     | Ducati        |
| 18 | 12.11. | GP von Malaysia       | Sepang               | Enea Bastianini       | Álex Márquez      | Francesco Bagnaia     | Francesco Bagnaia | Álex Márquez      | Francesco Bagnaia | Prima Pramac Racing     | Ducati        |
| 19 | 19.11. | GP von Katar          | Doha                 | Fabio Di Giannantonio | Francesco Bagnaia | Luca Marini           | Luca Marini       | Enea Bastianini   | Francesco Bagnaia | Prima Pramac Racing     | Ducati        |
| 20 | 26.11. | GP von Valencia       | Valencia             | Francesco Bagnaia     | Johann Zarco      | Brad Binder           | Maverick Viñales  | Brad Binder       | Francesco Bagnaia | Prima Pramac Racing     | Ducati        |
|    | 09.07. | GP von Kasachstan     | Almaty               |                       |                   |                       |                   |                   |                   |                         |               |

### Fahrerwertung
| Pos. | Fahrer                | Maschine | Portugal | Argentinien | USA-Texas | Spanien | Frankreich | Italien | Deutschland | Niederlande | Vereinigtes Konigreich | Osterreich | Katalonien | San Marino | Indien | Japan | Indonesien | Australien | Thailand | Malaysia | Katar | Valencia | Gesamt- punkte |
| ---- | --------------------- | -------- | -------- | ----------- | --------- | ------- | ---------- | ------- | ----------- | ----------- | ---------------------- | ---------- | ---------- | ---------- | ------ | ----- | ---------- | ---------- | -------- | -------- | ----- | -------- | -------------- |
| 1    | Francesco Bagnaia     | Ducati   | 1        | 166         | DNF1      | 12      | DNF3       | 1       | 2           | 12          | 2                      | 1          | DNS2       | 3          | DNF2   | 23    | 18         | 2          | 27       | 3        | 25    | 15       | 467            |
| 2    | Jorge Martín          | Ducati   | DNF2     | 58          | DNF3      | 4       | 21         | 23      | 1           | 56          | 6                      | 73         | 35         | 1          | 21     | 1     | DNF1       | 5          | 1        | 42       | 101   | DNF1     | 428            |
| 3    | Marco Bezzecchi       | Ducati   | 3        | 12          | 6         | DNF9    | 17         | 82      | 47          | 21          | DNF2                   | 3          | 128        | 2          | 15     | 46    | 53         | 6          | 46       | 67       | 13    | DNF7     | 329            |
| 4    | Brad Binder           | KTM      | 6        | 171         | 135       | 21      | 62         | 5       | DNF6        | 45          | 39                     | 2          | DNF4       | 145        | 4      | DNF2  | 6          | 4          | 32       | DNF5     | 57    | 32       | 293            |
| 5    | Johann Zarco          | Ducati   | 48       | 2           | 7         | DNF8    | 36         | 34      | 35          | DNF         | 94                     | 13         | 47         | 10         | 6      | NC5   | DNF        | 1          | 109      | 128      | 12    | 29       | 225            |
| 6    | Aleix Espargaró       | Aprilia  | 96       | 15          | DNF4      | 5       | 58         | 68      | 169         | 34          | 15                     | 97         | 1          | 128        | DNF    | 5     | 10         | 8          | 85       | DNF      | DNF   | 8        | 206            |
| 7    | Maverick Viñales      | Aprilia  | 25       | 127         | 4         | DNF7    | DNF9       | 12      | DNF         | DNF7        | 53                     | 68         | 23         | 56         | 8      | 199   | 24         | 11         | DNF      | 11       | 46    | 104      | 204            |
| 8    | Luca Marini           | Ducati   | DNF      | 83          | 27        | 6       | DNF4       | 45      | 54          | 7           | 7                      | 4          | 11         | 97         | DNS    |       | DNF2       | 12         | 73       | 109      | 3     | 9        | 201            |
| 9    | Álex Márquez          | Ducati   | 59       | 35          | DNF       | 8       | DNF        | DNF     | 78          | 69          | DNF1                   | 54         | 6          | 119        | DNS    |       | DNS        | 9          | DNF8     | 21       | 64    | 68       | 177            |
| 10   | Fabio Quartararo      | Yamaha   | 8        | 79          | 3         | 10      | 7          | 11      | 13          | DNF3        | 15                     | 8          | 7          | 13         | 36     | 10    | 35         | 14         | 5        | 5        | 78    | 11       | 172            |
| 11   | Jack Miller           | KTM      | 74       | 6           | DNF9      | 3       | DNF        | 76      | 63          | DNF         | 87                     | 155        | 8          | DNF        | 147    | 64    | 79         | 7          | 16       | 86       | 9     | DNF      | 163            |
| 12   | Fabio Di Giannantonio | Ducati   | DNF      | 10          | 9         | 12      | 8          | 14      | 9           | DNF         | 13                     | 17         | 10         | 17         | DNF    | 8     | 46         | 3          | 9        | 9        | 12    | 46       | 151            |
| 13   | Franco Morbidelli     | Yamaha   | 14       | 4           | 8         | 11      | 10         | 10      | 12          | 9           | 14                     | 119        | 14         | 15         | 7      | 17    | 14         | 17         | 11       | 7        | 16    | 7        | 102            |
| 14   | Marc Márquez          | Honda    | DNF3     |             |           |         | DNF5       | DNF7    | DNS         | DNS         | DNF                    | 12         | 13         | 7          | 93     | 37    | DNF        | 15         | 64       | 13       | 11    | DNF3     | 96             |
| 15   | Enea Bastianini       | Ducati   | DNS      |             |           |         |            | 9       | 8           | DNF8        | DNF                    | 10         | DNS9       |            |        |       | 87         | 10         | 13       | 14       | 8     | DNF      | 84             |
| 16   | Miguel Oliveira       | Aprilia  | DNF7     |             | 58        | DNF5    |            | DNF     | 10          | DNF         | 4                      | DNF        | 56         | 6          | 12     | 18    | 12         | 13         | DNF      | DNF      | DNS   |          | 76             |
| 17   | Augusto Fernández     | KTM      | 13       | 11          | 10        | 13      | 4          | 15      | 11          | 10          | 118                    | 14         | 9          | 16         | DNF    | 7     | DNF        | DNF        | 17       | 14       | 159   | DNF      | 71             |
| 18   | Takaaki Nakagami      | Honda    | 12       | 13          | DNF       | 9       | 9          | 13      | 14          | 8           | 16                     | 18         | 15         | 19         | 11     | 11    | 11         | 19         | 14       | 18       | 19    | 12       | 56             |
| 19   | Álex Rins             | Honda    | 10       | 9           | 12        | DNF     | DNF        | DNS     |             |             |                        |            |            |            |        | WD    | 9          | WD         |          |          |       | DNF      | 54             |
| 20   | Raúl Fernández        | Aprilia  | DNF      | 14          | DNF       | 15      | WD         | 17      | 15          | 12          | 10                     | DNF        | DNF        | 8          | 109    | 9     | 13         | 16         | 15       | DNF      | 17    | 5        | 51             |
| 21   | Dani Pedrosa          | KTM      |          |             |           | 76      |            |         |             |             |                        |            |            | 4          |        |       |            |            |          |          |       |          | 32             |
| 22   | Joan Mir              | Honda    | 11       | DNS         | DNF       | DNF     | DNF        | DNS     |             |             | DNF                    | DNF        | 17         | DNF        | 5      | 12    | DNF        | DNF        | 12       | DNF      | 14    | DNS      | 26             |
| 23   | Pol Espargaró         | KTM      | DNS      |             |           |         |            |         |             |             | 12                     | 166        | DNF        | DNF        | 13     | 15    | DNF        | 18         | 18       | 15       | 18    | 14       | 15             |
| 24   | Lorenzo Savadori      | Aprilia  |          |             |           |         | 12         | 18      |             | 11          |                        | 19         |            |            |        |       |            |            |          |          |       | 13       | 12             |
| 25   | Jonas Folger          | KTM      |          |             | 12        | 17      | 13         | 19      | 17          | 14          |                        |            |            |            |        |       |            |            |          |          |       |          | 9              |
| 26   | Stefan Bradl          | Honda    |          |             | DNF       | 14      |            |         |             | 13          |                        |            |            | 18         | 15     | 14    |            |            |          |          |       |          | 8              |
| 27   | Michele Pirro         | Ducati   |          |             | 11        |         |            | 16      |             |             |                        |            |            | DNF        | 16     | 16    |            |            |          |          |       |          | 5              |
| 28   | Danilo Petrucci       | Ducati   |          |             |           |         | 11         |         |             |             |                        |            |            |            |        |       |            |            |          |          |       |          | 5              |
| 29   | Cal Crutchlow         | Yamaha   |          |             |           |         |            |         |             |             |                        |            |            |            |        | 13    |            |            |          |          |       |          | 3              |
| 30   | Iker Lecuona          | Honda    |          |             |           | 16      |            |         |             | DNF         | 17                     | 20         | 16         |            |        |       |            |            |          | 16       | DNF   |          | 0              |
| 31   | Álvaro Bautista       | Ducati   |          |             |           |         |            |         |             |             |                        |            |            |            |        |       |            |            |          | 17       |       |          | 0              |
| Pos. | Fahrer                | Maschine | Portugal | Argentinien | USA-Texas | Spanien | Frankreich | Italien | Deutschland | Niederlande | Vereinigtes Konigreich | Osterreich | Katalonien | San Marino | Indien | Japan | Indonesien | Australien | Thailand | Malaysia | Katar | Valencia | Gesamt- punkte |

| Farbe         | Bedeutung                               |
| ------------- | --------------------------------------- |
| Gold          | Sieger                                  |
| Silber        | 2. Platz                                |
| Bronze        | 3. Platz                                |
| Grün          | Platzierung in den Punkten              |
| Blau          | Klassifiziert außerhalb der Punkteränge |
| Violett       | Rennen nicht beendet (DNF)              |
| Violett       | nicht klassifiziert (NC)                |
| Rot           | nicht qualifiziert (DNQ)                |
| Schwarz       | disqualifiziert (DSQ)                   |
| Weiß          | nicht am Start (DNS)                    |
| Weiß          | zurückgezogen (WD)                      |
| Weiß          | Rennen abgesagt (C)                     |
| ohne Farbe    | nicht am Training teilgenommen (DNP)    |
| ohne Farbe    | verletzt oder krank (INJ)               |
| ohne Farbe    | ausgeschlossen (EX)                     |
| ohne Farbe    | nicht erschienen (DNA)                  |
| fett          | Pole-Position                           |
| kursiv        | Schnellste Rennrunde                    |
| unterstrichen | WM-Führung                              |
| hochgestellt  | Platzierung im Sprintrennen             |

### Konstrukteurswertung
| Pos. | Konstrukteur | Portugal | Argentinien | USA-Texas | Spanien | Frankreich | Italien | Deutschland | Niederlande | Vereinigtes Konigreich | Osterreich | Katalonien | San Marino | Indien | Japan | Indonesien | Australien | Thailand | Malaysia | Katar | Valencia | Gesamt- punkte |
| ---- | ------------ | -------- | ----------- | --------- | ------- | ---------- | ------- | ----------- | ----------- | ---------------------- | ---------- | ---------- | ---------- | ------ | ----- | ---------- | ---------- | -------- | -------- | ----- | -------- | -------------- |
| 1    | Ducati       | 1        | 12          | 21        | 12      | 1          | 1       | 1           | 1           | 21                     | 1          | 31         | 1          | 1      | 1     | 1          | 1          | 1        | 1        | 1     | 1        | 700            |
| 2    | KTM          | 64       | 61          | 105       | 21      | 42         | 56      | 63          | 45          | 37                     | 2          | 84         | 4          | 4      | 62    | 69         | 4          | 32       | 85       | 57    | 32       | 373            |
| 3    | Aprilia      | 25       | 127         | 4         | 5       | 58         | 68      | 109         | 34          | 13                     | 67         | 1          | 56         | 8      | 59    | 24         | 8          | 5        | 11       | 46    | 54       | 326            |
| 4    | Yamaha       | 8        | 4           | 3         | 10      | 7          | 10      | 12          | 93          | 14                     | 89         | 7          | 13         | 36     | 10    | 35         | 14         | 6        | 5        | 78    | 7        | 196            |
| 5    | Honda        | 103      | 9           | 12        | 9       | 95         | 137     | 14          | 8           | 16                     | 12         | 13         | 7          | 53     | 37    | 9          | 15         | 74       | 13       | 11    | 123      | 185            |

### Teamwertung
| Pos. | Konstrukteur                 | Portugal | Argentinien | USA-Texas | Spanien | Frankreich | Italien | Deutschland | Niederlande | Vereinigtes Konigreich | Osterreich | Katalonien | San Marino | Indien | Japan | Indonesien | Australien | Thailand | Malaysia | Katar | Valencia | Gesamt- punkte |
| ---- | ---------------------------- | -------- | ----------- | --------- | ------- | ---------- | ------- | ----------- | ----------- | ---------------------- | ---------- | ---------- | ---------- | ------ | ----- | ---------- | ---------- | -------- | -------- | ----- | -------- | -------------- |
| 1    | Prima Pramac Racing          | 24       | 33          | 16        | 21      | 52         | 49      | 58          | 15          | 27                     | 19         | 37         | 43         | 42     | 42    | 12         | 36         | 44       | 28       | 22    | 33       | 653            |
| 2    | Ducati Lenovo Team           | 37       | 4           | 17        | 34      | 12         | 45      | 37          | 36          | 20                     | 43         | 10         | 23         | 9      | 27    | 38         | 26         | 26       | 54       | 33    | 30       | 561            |
| 3    | Mooney VR46 Racing Team      | 16       | 49          | 37        | 11      | 34         | 35      | 33          | 41          | 18                     | 29         | 11         | 39         | 30     | 17    | 27         | 14         | 33       | 20       | 26    | 10       | 530            |
| 4    | Red Bull KTM Factory Racing  | 25       | 22          | 9         | 55      | 19         | 24      | 21          | 18          | 28                     | 36         | 14         | 7          | 24     | 25    | 20         | 22         | 25       | 17       | 21    | 25       | 456            |
| 5    | Aprilia Racing               | 36       | 8           | 19        | 14      | 14         | 16      | 1           | 25          | 48                     | 22         | 64         | 21         | 10     | 12    | 32         | 13         | 13       | 5        | 17    | 20       | 410            |
| 6    | Gresini Racing MotoGP        | 12       | 27          | 7         | 12      | 8          | 2       | 18          | 11          | 15                     | 17         | 16         | 6          | 0      | 10    | 17         | 23         | 9        | 39       | 50    | 29       | 328            |
| 7    | Monster Energy Yamaha MotoGP | 10       | 29          | 24        | 11      | 15         | 11      | 7           | 14          | 3                      | 14         | 11         | 4          | 29     | 6     | 23         | 2          | 16       | 20       | 11    | 14       | 274            |
| 8    | CryptoData RNF MotoGP Team   | 3        | 2           | 13        | 6       | 4          | 0       | 7           | 4           | 19                     | 0          | 15         | 18         | 11     | 7     | 7          | 3          | 1        | 0        | 0     | 14       | 134            |
| 9    | Repsol Honda Team            | 12       |             | 0         | 0       | 5          | 3       | DNS         | 0           | 0                      | 4          | 3          | 9          | 25     | 23    | 0          | 1          | 20       | 3        | 7     | 7        | 122            |
| 10   | LCR Honda                    | 10       | 10          | 34        | 7       | 7          | 3       | 2           | 11          | 0                      | 0          | 1          | 0          | 6      | 7     | 12         | 0          | 2        | 0        | 0     | 4        | 116            |
| 11   | Tech3 GasGas Factory Racing  | 3        | 5           | 10        | 3       | 16         | 1       | 5           | 8           | 11                     | 6          | 7          | 0          | 3      | 10    | 0          | 0          | 0        | 3        | 2     | 2        | 95             |

## Moto2-Klasse
Für die Moto2-Klasse waren 15 Teams mit 30 Fahrern gemeldet.

### Teams und Fahrer
| \| Team \| Hersteller \| Maschine \| Nr. \| Fahrer \| Läufe \| \| --------------------------------------------- \| ---------- \| -------- \| --- \| ----------------------- \| ------------------- \| \| Speed Up Racing \| Boscoscuro \| B-23 \| 21 \| Alonso López \| alle \| \| Speed Up Racing \| Boscoscuro \| B-23 \| 54 \| Fermín Aldeguer \| alle \| \| Forward Racing \| Forward \| F2 \| 17 \| Álex Escrig \| 1, 4–5, 9–10, 15–20 \| \| Forward Racing \| Forward \| F2 \| 98 \| David Sanchis \| 1–3 \| \| Forward Racing \| Forward \| F2 \| 19 \| Lorenzo Dalla Porta \| 6–7 \| \| Forward Racing \| Forward \| F2 \| 55 \| Yeray Ruiz \| 8, 11 \| \| Forward Racing \| Forward \| F2 \| 4 \| Sean Dylan Kelly \| 12–14 \| \| Forward Racing \| Forward \| F2 \| 24 \| Marcos Ramírez \| 1–9 \| \| Forward Racing \| Forward \| F2 \| 17 \| Álex Escrig \| 8 \| \| Forward Racing \| Forward \| F2 \| 67 \| Alberto Surra \| 10–17 \| \| Forward Racing \| Forward \| F2 \| 4 \| Sean Dylan Kelly \| 18 \| \| Forward Racing \| Forward \| F2 \| 4 \| Sean Dylan Kelly \| 19–20 \| \| American Racing \| Kalex \| Moto2 \| 4 \| Sean Dylan Kelly \| 1–8 \| \| American Racing \| Kalex \| Moto2 \| 24 \| Marcos Ramírez \| 10 \| \| American Racing \| Kalex \| Moto2 \| 24 \| Marcos Ramírez \| 11–20 \| \| American Racing \| Kalex \| Moto2 \| 33 \| Rory Skinner \| 1–6, 9–20 \| \| American Racing \| Kalex \| Moto2 \| 99 \| Carlos Tatay \| 7–8 \| \| Correros Prepago Yamaha VR46 Master Camp Team \| Kalex \| Moto2 \| 5 \| Kohta Nozane \| 1, 9–20 \| \| Correros Prepago Yamaha VR46 Master Camp Team \| Kalex \| Moto2 \| 2 \| Soichiro Minamimoto \| 2–4 \| \| Correros Prepago Yamaha VR46 Master Camp Team \| Kalex \| Moto2 \| 27 \| Kasma Daniel \| 6–7 \| \| Correros Prepago Yamaha VR46 Master Camp Team \| Kalex \| Moto2 \| 18 \| Manuel González \| alle \| \| Elf Marc VDS Racing Team \| Kalex \| Moto2 \| 14 \| Tony Arbolino \| alle \| \| Elf Marc VDS Racing Team \| Kalex \| Moto2 \| 22 \| Sam Lowes \| alle \| \| Fantic Motor \| Kalex \| Moto2 \| 13 \| Celestino Vietti \| 1–13, 16–20 \| \| Fantic Motor \| Kalex \| Moto2 \| 72 \| Borja Gómez \| 14 \| \| Fantic Motor \| Kalex \| Moto2 \| 43 \| Lorenzo Baldassarri \| 15 \| \| Fantic Motor \| Kalex \| Moto2 \| 25 \| Borja Gómez \| 1–13 \| \| Fantic Motor \| Kalex \| Moto2 \| 9 \| Mattia Casadei \| 14–20 \| \| Fieten Olie Racing GP \| Kalex \| Moto2 \| 7 \| Barry Baltus \| alle \| \| Fieten Olie Racing GP \| Kalex \| Moto2 \| 84 \| Zonta van den Goorbergh \| alle \| \| Fieten Olie Racing GP \| Kalex \| Moto2 \| 34 \| Mattia Pasini \| 6, 12 \| \| Petronas MIE Racing RW \| Kalex \| Moto2 \| 20 \| Azroy Anuar \| 18 \| \| Petronas MIE Racing RW \| Kalex \| Moto2 \| 32 \| Helmi Azman \| 19 \| \| GasGas Aspar Team \| Kalex \| Moto2 \| 28 \| Izan Guevara \| 3–20 \| \| GasGas Aspar Team \| Kalex \| Moto2 \| 81 \| Jordi Torres \| 1–2 \| \| GasGas Aspar Team \| Kalex \| Moto2 \| 96 \| Jake Dixon \| alle \| \| Idemitsu Honda Team Asia \| Kalex \| Moto2 \| 35 \| Somkiat Chantra \| alle \| \| Idemitsu Honda Team Asia \| Kalex \| Moto2 \| 79 \| Ai Ogura \| 2–20 \| \| Italtrans Racing Team \| Kalex \| Moto2 \| 16 \| Joe Roberts \| alle \| \| Italtrans Racing Team \| Kalex \| Moto2 \| 71 \| Dennis Foggia \| alle \| \| Liqui Moly Husqvarna Intact GP \| Kalex \| Moto2 \| 3 \| Lukas Tulovic \| 1, 3–13, 15–20 \| \| Liqui Moly Husqvarna Intact GP \| Kalex \| Moto2 \| 8 \| Senna Agius \| 14 \| \| Liqui Moly Husqvarna Intact GP \| Kalex \| Moto2 \| 15 \| Darryn Binder \| 1–3, 6–10, 13–20 \| \| Liqui Moly Husqvarna Intact GP \| Kalex \| Moto2 \| 8 \| Senna Agius \| 4–5, 11–12 \| \| Pertamina Mandalika SAG Team \| Kalex \| Moto2 \| 19 \| Lorenzo Dalla Porta \| 1–5 \| \| Pertamina Mandalika SAG Team \| Kalex \| Moto2 \| 23 \| Taiga Hada \| 6–9, 12–20 \| \| Pertamina Mandalika SAG Team \| Kalex \| Moto2 \| 73 \| Mattia Rato \| 10–11 \| \| Pertamina Mandalika SAG Team \| Kalex \| Moto2 \| 64 \| Bo Bendsneyder \| alle \| \| Pons Wegow Los40 \| Kalex \| Moto2 \| 11 \| Sergio García \| alle \| \| Pons Wegow Los40 \| Kalex \| Moto2 \| 40 \| Arón Canet \| alle \| \| QJMotor Gresini Moto2 \| Kalex \| Moto2 \| 12 \| Filip Salač \| alle \| \| QJMotor Gresini Moto2 \| Kalex \| Moto2 \| 52 \| Jeremy Alcoba \| alle \| \| QJMotor Gresini Moto2 \| Kalex \| Moto2 \| 44 \| Matteo Ferrari \| 20 \| \| Red Bull KTM Ajo \| Kalex \| Moto2 \| 37 \| Pedro Acosta \| alle \| \| Red Bull KTM Ajo \| Kalex \| Moto2 \| 75 \| Albert Arenas \| alle \| \| Fieten Olie Racing GP \| NTS \| NH7 \| 45 \| Héctor Garzó \| 20 \| |            |          |     |                         |                     |
| Team | Hersteller | Maschine | Nr. | Fahrer                  | Läufe               |
| Speed Up Racing | Boscoscuro | B-23     | 21  | Alonso López            | alle                |
| Speed Up Racing | Boscoscuro | B-23     | 54  | Fermín Aldeguer         | alle                |
| Forward Racing | Forward    | F2       | 17  | Álex Escrig             | 1, 4–5, 9–10, 15–20 |
| Forward Racing | Forward    | F2       | 98  | David Sanchis           | 1–3                 |
| Forward Racing | Forward    | F2       | 19  | Lorenzo Dalla Porta     | 6–7                 |
| Forward Racing | Forward    | F2       | 55  | Yeray Ruiz              | 8, 11               |
| Forward Racing | Forward    | F2       | 4   | Sean Dylan Kelly        | 12–14               |
| Forward Racing | Forward    | F2       | 24  | Marcos Ramírez          | 1–9                 |
| Forward Racing | Forward    | F2       | 17  | Álex Escrig             | 8                   |
| Forward Racing | Forward    | F2       | 67  | Alberto Surra           | 10–17               |
| Forward Racing | Forward    | F2       | 4   | Sean Dylan Kelly        | 18                  |
| Forward Racing | Forward    | F2       | 4   | Sean Dylan Kelly        | 19–20               |
| American Racing | Kalex      | Moto2    | 4   | Sean Dylan Kelly        | 1–8                 |
| American Racing | Kalex      | Moto2    | 24  | Marcos Ramírez          | 10                  |
| American Racing | Kalex      | Moto2    | 24  | Marcos Ramírez          | 11–20               |
| American Racing | Kalex      | Moto2    | 33  | Rory Skinner            | 1–6, 9–20           |
| American Racing | Kalex      | Moto2    | 99  | Carlos Tatay            | 7–8                 |
| Correros Prepago Yamaha VR46 Master Camp Team | Kalex      | Moto2    | 5   | Kohta Nozane            | 1, 9–20             |
| Correros Prepago Yamaha VR46 Master Camp Team | Kalex      | Moto2    | 2   | Soichiro Minamimoto     | 2–4                 |
| Correros Prepago Yamaha VR46 Master Camp Team | Kalex      | Moto2    | 27  | Kasma Daniel            | 6–7                 |
| Correros Prepago Yamaha VR46 Master Camp Team | Kalex      | Moto2    | 18  | Manuel González         | alle                |
| Elf Marc VDS Racing Team | Kalex      | Moto2    | 14  | Tony Arbolino           | alle                |
| Elf Marc VDS Racing Team | Kalex      | Moto2    | 22  | Sam Lowes               | alle                |
| Fantic Motor | Kalex      | Moto2    | 13  | Celestino Vietti        | 1–13, 16–20         |
| Fantic Motor | Kalex      | Moto2    | 72  | Borja Gómez             | 14                  |
| Fantic Motor | Kalex      | Moto2    | 43  | Lorenzo Baldassarri     | 15                  |
| Fantic Motor | Kalex      | Moto2    | 25  | Borja Gómez             | 1–13                |
| Fantic Motor | Kalex      | Moto2    | 9   | Mattia Casadei          | 14–20               |
| Fieten Olie Racing GP | Kalex      | Moto2    | 7   | Barry Baltus            | alle                |
| Fieten Olie Racing GP | Kalex      | Moto2    | 84  | Zonta van den Goorbergh | alle                |
| Fieten Olie Racing GP | Kalex      | Moto2    | 34  | Mattia Pasini           | 6, 12               |
| Petronas MIE Racing RW | Kalex      | Moto2    | 20  | Azroy Anuar             | 18                  |
| Petronas MIE Racing RW | Kalex      | Moto2    | 32  | Helmi Azman             | 19                  |
| GasGas Aspar Team | Kalex      | Moto2    | 28  | Izan Guevara            | 3–20                |
| GasGas Aspar Team | Kalex      | Moto2    | 81  | Jordi Torres            | 1–2                 |
| GasGas Aspar Team | Kalex      | Moto2    | 96  | Jake Dixon              | alle                |
| Idemitsu Honda Team Asia | Kalex      | Moto2    | 35  | Somkiat Chantra         | alle                |
| Idemitsu Honda Team Asia | Kalex      | Moto2    | 79  | Ai Ogura                | 2–20                |
| Italtrans Racing Team | Kalex      | Moto2    | 16  | Joe Roberts             | alle                |
| Italtrans Racing Team | Kalex      | Moto2    | 71  | Dennis Foggia           | alle                |
| Liqui Moly Husqvarna Intact GP | Kalex      | Moto2    | 3   | Lukas Tulovic           | 1, 3–13, 15–20      |
| Liqui Moly Husqvarna Intact GP | Kalex      | Moto2    | 8   | Senna Agius             | 14                  |
| Liqui Moly Husqvarna Intact GP | Kalex      | Moto2    | 15  | Darryn Binder           | 1–3, 6–10, 13–20    |
| Liqui Moly Husqvarna Intact GP | Kalex      | Moto2    | 8   | Senna Agius             | 4–5, 11–12          |
| Pertamina Mandalika SAG Team | Kalex      | Moto2    | 19  | Lorenzo Dalla Porta     | 1–5                 |
| Pertamina Mandalika SAG Team | Kalex      | Moto2    | 23  | Taiga Hada              | 6–9, 12–20          |
| Pertamina Mandalika SAG Team | Kalex      | Moto2    | 73  | Mattia Rato             | 10–11               |
| Pertamina Mandalika SAG Team | Kalex      | Moto2    | 64  | Bo Bendsneyder          | alle                |
| Pons Wegow Los40 | Kalex      | Moto2    | 11  | Sergio García           | alle                |
| Pons Wegow Los40 | Kalex      | Moto2    | 40  | Arón Canet              | alle                |
| QJMotor Gresini Moto2 | Kalex      | Moto2    | 12  | Filip Salač             | alle                |
| QJMotor Gresini Moto2 | Kalex      | Moto2    | 52  | Jeremy Alcoba           | alle                |
| QJMotor Gresini Moto2 | Kalex      | Moto2    | 44  | Matteo Ferrari          | 20                  |
| Red Bull KTM Ajo | Kalex      | Moto2    | 37  | Pedro Acosta            | alle                |
| Red Bull KTM Ajo | Kalex      | Moto2    | 75  | Albert Arenas           | alle                |
| Fieten Olie Racing GP | NTS        | NH7      | 45  | Héctor Garzó            | 20                  |

### Rennergebnisse
| #  | Datum  | Rennen                | Strecke              | Platz 1          | Platz 2          | Platz 3         | Pole-Position    | Schn. Rennrunde  | Gesamtführung | Gesamtführung            | Gesamtführung |
| #  | Datum  | Rennen                | Strecke              | Platz 1          | Platz 2          | Platz 3         | Pole-Position    | Schn. Rennrunde  | Fahrer        | Team                     | Konstrukteur  |
| -- | ------ | --------------------- | -------------------- | ---------------- | ---------------- | --------------- | ---------------- | ---------------- | ------------- | ------------------------ | ------------- |
| 1  | 26.03. | GP von Portugal       | Portimão             | Pedro Acosta     | Arón Canet       | Tony Arbolino   | Filip Salač      | Pedro Acosta     | Pedro Acosta  | Red Bull KTM Ajo         | Kalex         |
| 2  | 02.04. | GP von Argentinien    | Termas de Río Hondo  | Tony Arbolino    | Alonso López     | Jake Dixon      | Alonso López     | Alonso López     | Tony Arbolino | Elf Marc VDS Racing Team | Kalex         |
| 3  | 16.04. | GP of The Americas    | Austin               | Pedro Acosta     | Tony Arbolino    | Bo Bendsneyder  | Celestino Vietti | Jeremy Alcoba    | Tony Arbolino | Elf Marc VDS Racing Team | Kalex         |
| 4  | 30.04. | GP von Spanien        | Jerez de la Frontera | Sam Lowes        | Pedro Acosta     | Alonso López    | Sam Lowes        | Sam Lowes        | Pedro Acosta  | Elf Marc VDS Racing Team | Kalex         |
| 5  | 14.05. | GP von Frankreich     | Le Mans              | Tony Arbolino    | Filip Salač      | Alonso López    | Sam Lowes        | Pedro Acosta     | Tony Arbolino | Elf Marc VDS Racing Team | Kalex         |
| 6  | 11.06. | GP von Italien        | Mugello              | Pedro Acosta     | Tony Arbolino    | Jake Dixon      | Arón Canet       | Pedro Acosta     | Tony Arbolino | Elf Marc VDS Racing Team | Kalex         |
| 7  | 18.06. | GP von Deutschland    | Hohenstein-Ernstthal | Pedro Acosta     | Tony Arbolino    | Jake Dixon      | Pedro Acosta     | Pedro Acosta     | Tony Arbolino | Elf Marc VDS Racing Team | Kalex         |
| 8  | 25.06. | Dutch TT              | Assen                | Jake Dixon       | Ai Ogura         | Pedro Acosta    | Alonso López     | Jake Dixon       | Tony Arbolino | Elf Marc VDS Racing Team | Kalex         |
| 9  | 06.08. | GP von Großbritannien | Silverstone          | Fermín Aldeguer  | Arón Canet       | Pedro Acosta    | Pedro Acosta     | Fermín Aldeguer  | Pedro Acosta  | Elf Marc VDS Racing Team | Kalex         |
| 10 | 20.08. | GP von Österreich     | Spielberg            | Celestino Vietti | Pedro Acosta     | Ai Ogura        | Pedro Acosta     | Pedro Acosta     | Pedro Acosta  | Elf Marc VDS Racing Team | Kalex         |
| 11 | 03.09. | GP von Katalonien     | Montmeló             | Jake Dixon       | Arón Canet       | Albert Arenas   | Jake Dixon       | Pedro Acosta     | Pedro Acosta  | Red Bull KTM Ajo         | Kalex         |
| 12 | 10.09. | GP von San Marino     | Misano Adriatico     | Pedro Acosta     | Celestino Vietti | Alonso López    | Celestino Vietti | Celestino Vietti | Pedro Acosta  | Red Bull KTM Ajo         | Kalex         |
| 13 | 24.09. | GP von Indien         | Greater Noida        | Pedro Acosta     | Tony Arbolino    | Joe Roberts     | Jake Dixon       | Pedro Acosta     | Pedro Acosta  | Red Bull KTM Ajo         | Kalex         |
| 14 | 01.10. | GP von Japan          | Motegi               | Somkiat Chantra  | Ai Ogura         | Pedro Acosta    | Somkiat Chantra  | Somkiat Chantra  | Pedro Acosta  | Red Bull KTM Ajo         | Kalex         |
| 15 | 15.10. | GP von Indonesien     | Lombok               | Pedro Acosta     | Arón Canet       | Fermín Aldeguer | Arón Canet       | Pedro Acosta     | Pedro Acosta  | Red Bull KTM Ajo         | Kalex         |
| 16 | 22.10. | GP von Australien     | Phillip Island       | Tony Arbolino    | Arón Canet       | Fermín Aldeguer | Fermín Aldeguer  | Tony Arbolino    | Pedro Acosta  | Red Bull KTM Ajo         | Kalex         |
| 17 | 29.10. | GP von Thailand       | Buri Ram             | Fermín Aldeguer  | Pedro Acosta     | Somkiat Chantra | Fermín Aldeguer  | Fermín Aldeguer  | Pedro Acosta  | Red Bull KTM Ajo         | Kalex         |
| 18 | 12.11. | GP von Malaysia       | Sepang               | Fermín Aldeguer  | Pedro Acosta     | Marcos Ramírez  | Fermín Aldeguer  | Fermín Aldeguer  | Pedro Acosta  | Red Bull KTM Ajo         | Kalex         |
| 19 | 19.11. | GP von Katar          | Doha                 | Fermín Aldeguer  | Manuel González  | Arón Canet      | Joe Roberts      | Sam Lowes        | Pedro Acosta  | Red Bull KTM Ajo         | Kalex         |
| 20 | 26.11. | GP von Valencia       | Valencia             | Fermín Aldeguer  | Arón Canet       | Marcos Ramírez  | Arón Canet       | Fermín Aldeguer  | Pedro Acosta  | Red Bull KTM Ajo         | Kalex         |
|    | 09.07. | GP von Kasachstan     | Almaty               |                  |                  |                 |                  |                  |               |                          |               |

### Fahrerwertung
| Pos. | Fahrer                  | Maschine      | Portugal | Argentinien | USA-Texas | Spanien | Frankreich | Italien | Deutschland | Niederlande | Vereinigtes Konigreich | Osterreich | Katalonien | San Marino | Indien | Japan | Indonesien | Australien | Thailand | Malaysia | Katar | Valencia | Gesamt- punkte |
| ---- | ----------------------- | ------------- | -------- | ----------- | --------- | ------- | ---------- | ------- | ----------- | ----------- | ---------------------- | ---------- | ---------- | ---------- | ------ | ----- | ---------- | ---------- | -------- | -------- | ----- | -------- | -------------- |
| 1    | Pedro Acosta            | Kalex         | 1        | 12          | 1         | 2       | DNF        | 1       | 1           | 3           | 3                      | 2          | 6          | 1          | 1      | 3     | 1          | 9          | 2        | 2        | 8     | 12       | 332,5          |
| 2    | Tony Arbolino           | Kalex         | 3        | 1           | 2         | 4       | 1          | 2       | 2           | 7           | 10                     | 6          | 17         | 4          | 2      | 11    | 6          | 1          | 4        | 10       | 10    | 16       | 249,5          |
| 3    | Fermín Aldeguer         | Boscoscuro    | 13       | 15          | 6         | 10      | 8          | DNF     | 8           | 4           | 1                      | 9          | 13         | DNF        | 12     | 22    | 3          | 3          | 1        | 1        | 1     | 1        | 212            |
| 4    | Jake Dixon              | Kalex         | 6        | 3           | DNS       | 6       | 5          | 3       | 3           | 1           | DNF                    | 4          | 1          | 12         | DNF    | 4     | 4          | DNF        | DNF      | 5        | 5     | 6        | 204            |
| 5    | Arón Canet              | Kalex         | 2        | 4           | 8         | 5       | DNF        | 4       | DNF         | 5           | 2                      | DNF        | 2          | DNF        | DNF    | 8     | 2          | 2          | 11       | DNF      | 3     | 2        | 195            |
| 6    | Somkiat Chantra         | Kalex         | 9        | 8           | 11        | 7       | 6          | 9       | 4           | DNF         | 9                      | 5          | 14         | 6          | DNF    | 1     | 7          | 7          | 3        | 6        | 7     | 5        | 173,5          |
| 7    | Alonso López            | Boscoscuro    | DNF      | 2           | 7         | 3       | 3          | 6       | 5           | 6           | DNF                    | 21         | 8          | 3          | 22     | 13    | 25         | NC         | 8        | 22       | 9     | 4        | 147            |
| 8    | Manuel González         | Kalex         | 5        | 11          | 10        | 12      | DNS        | 8       | 6           | 8           | 5                      | DNF        | 5          | 7          | 5      | 6     | 5          | 13         | 10       | DNF      | 2     | 13       | 145,5          |
| 9    | Ai Ogura                | Kalex         |          | DNS         | 15        | DNF     | 9          | 15      | 14          | 2           | 8                      | 3          | 7          | 5          | 21     | 2     | 17         | 15         | 5        | 4        | 4     | 11       | 137,5          |
| 10   | Celestino Vietti        | Kalex         | 11       | 13          | 9         | DNF     | 4          | 5       | 10          | 10          | 12                     | 1          | 10         | 2          | DNS    |       |            | DNF        | DNF      | DNF      | 6     | DNF      | 116            |
| 11   | Filip Salač             | Kalex         | 4        | 7           | 5         | 9       | 2          | 7       | 13          | DNF         | 13                     | 7          | DNF        | 9          | 10     | 5     | DNF        | DNF        | 17       | 14       | DNS   | 17       | 110            |
| 12   | Sam Lowes               | Kalex         | 7        | 10          | 13        | 1       | 15         | DNF     | 7           | 11          | 7                      | DNF        | 9          | DNF        | 19     | DNF   | 10         | DNF        | 14       | 7        | 12    | 7        | 104            |
| 13   | Joe Roberts             | Kalex         | 14       | 14          | 16        | 14      | 12         | 12      | DNF         | 18          | 4                      | DNF        | 11         | 8          | 3      | 12    | 9          | 5          | DNF      | 8        | 11    | 8        | 93,5           |
| 14   | Albert Arenas           | Kalex         | 8        | 9           | 12        | 8       | DNF        | DNF     | 9           | 9           | 14                     | DNF        | 3          | DNS        | 14     | 18    | 15         | 14         | 7        | 9        | 21    | 10       | 85             |
| 15   | Sergio García           | Kalex         | 15       | 5           | DNF       | 11      | 10         | 10      | 11          | 13          | DNF                    | 8          | 4          | 11         | 4      | DNF   | 8          | DNF        | DNF      | 25       | 17    | DNF      | 84             |
| 16   | Marcos Ramírez          | Forward Kalex | 21       | 24          | DNF       | 20      | 17         | DNF     | 20          | WD          | 19                     | 14         | 16         | 14         | 9      | 7     | 16         | 10         | 6        | 3        | 13    | 3        | 68             |
| 17   | Barry Baltus            | Kalex         | 12       | 19          | DNF       | 13      | 7          | 16      | 12          | 12          | 6                      | DNS        | 12         | 15         | 8      | 15    | DNF        | DNF        | 18       | 11       | 18    | 14       | 55             |
| 18   | Jeremy Alcoba           | Kalex         | 10       | 17          | 4         | 16      | 13         | DNF     | 16          | 15          | 11                     | 12         | 15         | 16         | DNF    | 16    | 20         | 4          | 13       | 12       | 15    | 15       | 48,5           |
| 19   | Dennis Foggia           | Kalex         | 18       | 25          | 14        | 18      | 14         | 13      | 15          | 19          | DNF                    | 11         | 21         | DNF        | 11     | DNF   | 11         | 17         | 12       | 15       | 16    | 9        | 35             |
| 20   | Darryn Binder           | Kalex         | 16       | 6           | DNS       |         |            | DNF     | DNF         | 14          | 15                     | DNF        |            |            | 7      | 10    | 13         | DNF        | 15       | DNS      | 14    | 20       | 34             |
| 21   | Bo Bendsneyder          | Kalex         | DNF      | 22          | 3         | 17      | 18         | 14      | DNF         | WD          | 17                     | 15         | DNF        | 13         | 18     | 17    | 12         | 8          | 16       | 17       | 22    | 24       | 30             |
| 22   | Izan Guevara            | Kalex         |          |             | 21        | 22      | 22         | 18      | DNF         | DNF         | 21                     | 13         | 25         | DNF        | 13     | 14    | 21         | 6          | 9        | DNF      | 23    | DNF      | 20             |
| 23   | Zonta van den Goorbergh | Kalex         | DNF      | 18          | 17        | 23      | 20         | DNF     | 18          | 20          | 20                     | 22         | 18         | DNF        | 6      | 9     | DNF        | DNF        | DNF      | 18       | 19    | 18       | 17             |
| 24   | Lukas Tulovic           | Kalex         | DNS      |             | DNF       | 15      | 11         | DNF     | DNF         | 16          | 16                     | 10         | 19         | DNF        | DNS    |       | 22         | 20         | 23       | 24       | DNF   | DNF      | 12             |
| 25   | Mattia Pasini           | Kalex         |          |             |           |         |            | 11      |             |             |                        |            |            | 10         |        |       |            |            |          |          |       |          | 11             |
| 26   | Taiga Hada              | Kalex         |          |             |           |         |            | 21      | 21          | 21          | DNF                    |            |            | 19         | 23     | 19    | 14         | 11         | DNF      | 16       | 25    | 22       | 4,5            |
| 27   | Álex Escrig             | Forward       | WD       |             |           | DNS     | DNF        |         |             | DNF         | 18                     | DNS        |            |            |        |       | 18         | 19         | 19       | 13       | 20    | 23       | 3              |
| 28   | Rory Skinner            | Kalex         | 22       | DNF         | 19        | 24      | DNF        | DNS     |             |             | DNF                    | 18         | 23         | DNF        | 20     | 25    | 19         | 12         | 20       | 20       | 24    | 21       | 2              |
| 29   | Sean Dylan Kelly        | Kalex Forward | 20       | DNF         | 18        | DNF     | 16         | 19      | 17          | DNF         |                        |            |            | 20         | 15     | 23    |            |            |          | 19       | DNF   | 26       | 1              |
| 30   | Borja Gómez             | Kalex         | 17       | 21          | 20        | 19      | 23         | 17      | DNS         | DNF         | DNF                    | 16         | 20         | 18         | 16     |       |            |            |          |          |       |          | 0              |
| 31   | Jordi Torres            | Kalex         | 23       | 16          |           |         |            |         |             |             |                        |            |            |            |        |       |            |            |          |          |       |          | 0              |
| 32   | Kohta Nozane            | Kalex         | DNS      |             |           |         |            |         |             |             | 22                     | 20         | 24         | 21         | DNF    | DNF   | DNF        | 16         | 22       | DNF      | DNF   | DNF      | 0              |
| 33   | Alberto Surra           | Forward       |          |             |           |         |            |         |             |             |                        | 17         | DNF        | 17         | 17     | 20    | DNF        | 18         | DNF      |          |       |          | 0              |
| 34   | Carlos Tatay            | Kalex         |          |             |           |         |            |         | 19          | 17          |                        |            |            |            |        |       |            |            |          |          |       |          | 0              |
| 35   | Lorenzo Dalla Porta     | Kalex Forward | 19       | 23          | DNF       | 25      | 21         | 20      | DNF         |             |                        |            |            |            |        |       |            |            |          |          |       |          | 0              |
| 36   | Senna Agius             | Kalex         |          |             |           | 21      | 19         |         |             |             |                        |            | DNF        | DNF        |        | 21    |            |            |          |          |       |          | 0              |
| 37   | Mattia Rato             | Kalex         |          |             |           |         |            |         |             |             |                        | 19         | 22         |            |        |       |            |            |          |          |       |          | 0              |
| 38   | Soichiro Minamimoto     | Kalex         |          | 20          | 23        | 26      |            |         |             |             |                        |            |            |            |        |       |            |            |          |          |       |          | 0              |
| 39   | Mattia Casadei          | Kalex         |          |             |           |         |            |         |             |             |                        |            |            |            |        | 26    | 24         | DNF        | 21       | 21       | 26    | 25       | 0              |
| 40   | Kasma Daniel            | Kalex         |          |             |           |         |            | 22      | 22          |             |                        |            |            |            |        |       |            |            |          |          |       |          | 0              |
| 41   | Yeray Ruiz              | Forward       |          |             |           |         |            |         |             | 22          |                        |            | 26         |            |        |       |            |            |          |          |       |          | 0              |
| 42   | David Sanchis           | Forward       | DNF      | DNF         | 22        |         |            |         |             |             |                        |            |            |            |        |       |            |            |          |          |       |          | 0              |
| 43   | Helmi Azman             | Kalex         |          |             |           |         |            |         |             |             |                        |            |            |            |        |       |            |            |          | 23       |       |          | 0              |
| 44   | Lorenzo Baldassarri     | Kalex         |          |             |           |         |            |         |             |             |                        |            |            |            |        |       | 23         |            |          |          |       |          | 0              |
|      | Azroy Anuar             | Kalex         |          |             |           |         |            |         |             |             |                        |            |            |            |        |       |            |            |          | DNF      |       |          | 0              |
| Pos. | Fahrer                  | Maschine      | Portugal | Argentinien | USA-Texas | Spanien | Frankreich | Italien | Deutschland | Niederlande | Vereinigtes Konigreich | Osterreich | Katalonien | San Marino | Indien | Japan | Indonesien | Australien | Thailand | Malaysia | Katar | Valencia | Gesamt- punkte |

| Farbe         | Bedeutung                               |
| ------------- | --------------------------------------- |
| Gold          | Sieger                                  |
| Silber        | 2. Platz                                |
| Bronze        | 3. Platz                                |
| Grün          | Platzierung in den Punkten              |
| Blau          | Klassifiziert außerhalb der Punkteränge |
| Violett       | Rennen nicht beendet (DNF)              |
| Violett       | nicht klassifiziert (NC)                |
| Rot           | nicht qualifiziert (DNQ)                |
| Schwarz       | disqualifiziert (DSQ)                   |
| Weiß          | nicht am Start (DNS)                    |
| Weiß          | zurückgezogen (WD)                      |
| Weiß          | Rennen abgesagt (C)                     |
| ohne Farbe    | nicht am Training teilgenommen (DNP)    |
| ohne Farbe    | verletzt oder krank (INJ)               |
| ohne Farbe    | ausgeschlossen (EX)                     |
| ohne Farbe    | nicht erschienen (DNA)                  |
| fett          | Pole-Position                           |
| kursiv        | Schnellste Rennrunde                    |
| unterstrichen | WM-Führung                              |
| hochgestellt  | Platzierung im Sprintrennen             |

### Konstrukteurswertung
| Pos. | Konstrukteur | Portugal | Argentinien | USA-Texas | Spanien | Frankreich | Italien | Deutschland | Niederlande | Vereinigtes Konigreich | Osterreich | Katalonien | San Marino | Indien | Japan | Indonesien | Australien | Thailand | Malaysia | Katar | Valencia | Gesamt- punkte |
| ---- | ------------ | -------- | ----------- | --------- | ------- | ---------- | ------- | ----------- | ----------- | ---------------------- | ---------- | ---------- | ---------- | ------ | ----- | ---------- | ---------- | -------- | -------- | ----- | -------- | -------------- |
| 1    | Kalex        | 1        | 1           | 1         | 1       | 1          | 1       | 1           | 1           | 2                      | 1          | 1          | 1          | 1      | 1     | 1          | 1          | 2        | 2        | 2     | 2        | 462,5          |
| 2    | Boscoscuro   | 13       | 2           | 6         | 3       | 3          | 6       | 5           | 4           | 1                      | 9          | 8          | 3          | 12     | 13    | 3          | 3          | 1        | 1        | 1     | 1        | 286            |
| 3    | Forward      | 21       | 24          | 22        | 20      | 17         | 20      | 20          | 22          | 18                     | 17         | 26         | 17         | 15     | 20    | 18         | 18         | 19       | 13       | 20    | 20       | 4              |

### Teamwertung
| Pos. | Konstrukteur                             | Portugal | Argentinien | USA-Texas | Spanien | Frankreich | Italien | Deutschland | Niederlande | Vereinigtes Konigreich | Osterreich | Katalonien | San Marino | Indien | Japan | Indonesien | Australien | Thailand | Malaysia | Katar | Valencia | Gesamt- punkte |
| ---- | ---------------------------------------- | -------- | ----------- | --------- | ------- | ---------- | ------- | ----------- | ----------- | ---------------------- | ---------- | ---------- | ---------- | ------ | ----- | ---------- | ---------- | -------- | -------- | ----- | -------- | -------------- |
| 1    | Red Bull KTM Ajo                         | 33       | 11          | 29        | 28      | 0          | 25      | 32          | 23          | 18                     | 20         | 26         | 25         | 27     | 16    | 26         | 4,5        | 29       | 27       | 8     | 10       | 417,5          |
| 2    | Speed Up Racing                          | 3        | 21          | 19        | 22      | 24         | 10      | 19          | 23          | 25                     | 7          | 13         | 16         | 4      | 3     | 16         | 8          | 33       | 25       | 32    | 38       | 359            |
| 3    | Elf Marc VDS Racing Team                 | 25       | 31          | 23        | 38      | 26         | 20      | 29          | 14          | 15                     | 6          | 7          | 13         | 20     | 5     | 16         | 12,5       | 15       | 15       | 10    | 9        | 353,5          |
| 4    | Idemitsu Honda Team Asia                 | 7        | 8           | 6         | 9       | 17         | 8       | 15          | 20          | 15                     | 27         | 11         | 21         | 0      | 45    | 9          | 5          | 27       | 23       | 22    | 16       | 311            |
| 5    | Pons Wegow Los40                         | 21       | 24          | 8         | 16      | 6          | 19      | 5           | 14          | 20                     | 8          | 33         | 5          | 13     | 8     | 28         | 10         | 5        | 0        | 16    | 20       | 279            |
| 6    | GasGas Aspar Team                        | 10       | 16          | 0         | 10      | 11         | 16      | 16          | 25          | 0                      | 16         | 25         | 4          | 3      | 15    | 13         | 5          | 7        | 11       | 11    | 10       | 224            |
| 7    | QJMotor Gresini Moto2                    | 19       | 9           | 24        | 7       | 23         | 9       | 3           | 1           | 8                      | 13         | 1          | 7          | 6      | 11    | 0          | 6,5        | 3        | 6        | 1     | 1        | 158,5          |
| 8    | Correros Prepago Yamaha VR46 Master Camp | 11       | 5           | 6         | 4       | 0          | 8       | 10          | 8           | 11                     | 0          | 11         | 9          | 11     | 10    | 11         | 1,5        | 6        | 0        | 20    | 3        | 145,5          |
| 9    | Italtrans Racing Team                    | 2        | 2           | 2         | 2       | 6          | 7       | 1           | 0           | 13                     | 5          | 5          | 8          | 21     | 4     | 12         | 5,5        | 4        | 9        | 5     | 15       | 128,5          |
| 10   | Fantic Motor                             | 5        | 3           | 7         | 0       | 13         | 11      | 6           | 6           | 4                      | 25         | 6          | 20         | 0      | 0     | 0          | 0          | 0        | 0        | 10    | 0        | 116            |
| 11   | Fieten Olie Racing GP                    | 4        | 0           | 0         | 3       | 9          | 0       | 4           | 4           | 10                     | 0          | 4          | 1          | 18     | 8     | 0          | 0          | 0        | 5        | 0     | 2        | 72             |
| 12   | American Racing                          | 0        | 0           | 0         | 0       | 0          | 0       | 0           | 0           | 0                      | 2          | 0          | 2          | 7      | 9     | 0          | 5          | 10       | 16       | 3     | 16       | 70             |
| 13   | Liqui Moly Husqvarna IntactGP            | 0        | 10          | 0         | 1       | 5          | 0       | 0           | 2           | 1                      | 6          | 0          | 0          | 9      | 6     | 3          | 0          | 1        | 0        | 2     | 0        | 46             |
| 14   | Pertamina Mandalika SAG Team             | 0        | 0           | 16        | 0       | 0          | 2       | 0           | 0           | 0                      | 1          | 0          | 3          | 0      | 0     | 6          | 9          | 0        | 0        | 0     | 0        | 34,5           |
| 15   | Forward Racing                           | 0        | 0           | 0         | 0       | 0          | 0       | 0           | 0           | 0                      | 0          | 0          | 0          | 1      | 0     | 0          | 0          | 0        | 3        | 0     | 0        | 4              |

## Moto3-Klasse
Für die Moto3-Klasse waren 14 Teams mit 28 Fahrern gemeldet.

### Teams und Fahrer
| Team                           | Hersteller | Maschine | Nr. | Fahrer             | Läufe        |
| ------------------------------ | ---------- | -------- | --- | ------------------ | ------------ |
| CFMoto Racing Prüstel GP       | CFMoto     | Moto3    | 43  | Xavier Artigas     | alle         |
| CFMoto Racing Prüstel GP       | CFMoto     | Moto3    | 66  | Joel Kelso         | 1, 4–20      |
| CFMoto Racing Prüstel GP       | CFMoto     | Moto3    | 92  | David Almansa      | 2–3          |
| CFMoto Racing Prüstel GP       | CFMoto     | Moto3    | 12  | Noah Dettwiler     | 10           |
| Aspar Team                     | GasGas     | RC250GP  | 6   | Ryusei Yamanaka    | alle         |
| Aspar Team                     | GasGas     | RC250GP  | 80  | David Alonso       | alle         |
| Honda Team Asia                | Honda      | NSF250RW | 64  | Mario Aji          | alle         |
| Honda Team Asia                | Honda      | NSF250RW | 72  | Taiyo Furusato     | alle         |
| Honda Team Asia                | Honda      | NSF250RW | 33  | Tatchakorn Buasri  | 7, 10–11, 17 |
| Honda Team Asia                | Honda      | NSF250RW | 93  | Fadillah Aditama   | 15           |
| Leopard Racing                 | Honda      | NSF250RW | 5   | Jaume Masiá        | alle         |
| Leopard Racing                 | Honda      | NSF250RW | 24  | Tatsuki Suzuki     | 1–6, 9–14    |
| Leopard Racing                 | Honda      | NSF250RW | 31  | Adrián Fernández   | 7–8          |
| Leopard Racing                 | Honda      | NSF250RW | 31  | Adrián Fernández   | 15–20        |
| Rivacold Snipers Team          | Honda      | NSF250RW | 18  | Matteo Bertelle    | alle         |
| Rivacold Snipers Team          | Honda      | NSF250RW | 55  | Romano Fenati      | 1–13, 18–20  |
| Rivacold Snipers Team          | Honda      | NSF250RW | 92  | David Almansa      | 14           |
| Rivacold Snipers Team          | Honda      | NSF250RW | 9   | Nicola Carraro     | 15–17        |
| SIC58 Squadra Corse            | Honda      | NSF250RW | 27  | Kaito Toba         | alle         |
| SIC58 Squadra Corse            | Honda      | NSF250RW | 54  | Riccardo Rossi     | alle         |
| VisionTrack Racing Team        | Honda      | NSF250RW | 19  | Scott Ogden        | alle         |
| VisionTrack Racing Team        | Honda      | NSF250RW | 70  | Joshua Whatley     | 1–19         |
| Petronas MIE/Lav Racing        | Honda      | NSF250RW | 3   | KY Ahamed          | 13           |
| Petronas MIE/Lav Racing        | Honda      | NSF250RW | 57  | Danial Shahril     | 13           |
| Liqui Moly Husqvarna Intact GP | Husqvarna  | FR250GP  | 71  | Ayumu Sasaki       | alle         |
| Liqui Moly Husqvarna Intact GP | Husqvarna  | FR250GP  | 95  | Collin Veijer      | alle         |
| Finetwork Intact GP            | Husqvarna  | FR250GP  | 92  | David Almansa      | 4, 11, 20    |
| Finetwork Intact GP            | Husqvarna  | FR250GP  | 69  | Marcos Ruda        | 20           |
| Angeluss MTA Team              | KTM        | RC250GP  | 48  | Iván Ortolá        | alle         |
| Angeluss MTA Team              | KTM        | RC250GP  | 82  | Stefano Nepa       | alle         |
| Boé SKX                        | KTM        | RC250GP  | 22  | Ana Carrasco       | 1–15         |
| Boé SKX                        | KTM        | RC250GP  | 21  | Vicente Pérez      | 16–20        |
| Boé SKX                        | KTM        | RC250GP  | 44  | David Muñoz        | 1–4, 7–20    |
| Boé SKX                        | KTM        | RC250GP  | 21  | Vicente Pérez      | 6            |
| Yamaha Thailand Racing – Boé   | KTM        | RC250GP  | 32  | Krittapat Keankum  | 17           |
| CIP Green Power                | KTM        | RC250GP  | 20  | Lorenzo Fellon     | 1, 9–20      |
| CIP Green Power                | KTM        | RC250GP  | 16  | Andrea Migno       | 2–8          |
| CIP Green Power                | KTM        | RC250GP  | 38  | David Salvador     | 1–13, 16–20  |
| CIP Green Power                | KTM        | RC250GP  | 12  | Noah Dettwiler     | 15           |
| MT Helmets – MSI               | KTM        | RC250GP  | 10  | Diogo Moreira      | 1–20         |
| MT Helmets – MSI               | KTM        | RC250GP  | 63  | Syarifuddin Azman  | 1–6, 8–20    |
| MT Helmets – MSI               | KTM        | RC250GP  | 57  | Danial Shahril     | 7            |
| MT Helmets – MSI               | KTM        | RC250GP  | 58  | Luca Lunetta       | 6            |
| Red Bull KTM Ajo               | KTM        | RC250GP  | 53  | Deniz Öncü         | alle         |
| Red Bull KTM Ajo               | KTM        | RC250GP  | 99  | José Antonio Rueda | alle         |
| Red Bull KTM Tech3             | KTM        | RC250GP  | 7   | Filippo Farioli    | alle         |
| Red Bull KTM Tech3             | KTM        | RC250GP  | 96  | Daniel Holgado     | alle         |

| Legende         |
| --------------- |
| Stammfahrer     |
| Wildcard-Fahrer |
| Ersatzfahrer    |

### Rennergebnisse
| #  | Datum  | Rennen                | Strecke              | Platz 1        | Platz 2        | Platz 3            | Pole-Position  | Schn. Rennrunde | Gesamtführung  | Gesamtführung                  | Gesamtführung |
| #  | Datum  | Rennen                | Strecke              | Platz 1        | Platz 2        | Platz 3            | Pole-Position  | Schn. Rennrunde | Fahrer         | Team                           | Konstrukteur  |
| -- | ------ | --------------------- | -------------------- | -------------- | -------------- | ------------------ | -------------- | --------------- | -------------- | ------------------------------ | ------------- |
| 1  | 26.03. | GP von Portugal       | Portimão             | Daniel Holgado | David Muñoz    | Diogo Moreira      | Ayumu Sasaki   | Deniz Öncü      | Daniel Holgado | Red Bull KTM Tech 3            | KTM           |
| 2  | 02.04. | GP von Argentinien    | Termas de Río Hondo  | Tatsuki Suzuki | Diogo Moreira  | Andrea Migno       | Ayumu Sasaki   | Jaume Masiá     | Daniel Holgado | MT Helmets – MSI               | KTM           |
| 3  | 16.04. | GP of The Americas    | Austin               | Iván Ortolá    | Jaume Masiá    | Xavier Artigas     | Jaume Masiá    | Iván Ortolá     | Daniel Holgado | Leopard Racing                 | KTM           |
| 4  | 30.04. | GP von Spanien        | Jerez de la Frontera | Iván Ortolá    | David Alonso   | Jaume Masiá        | Deniz Öncü     | Ryusei Yamanaka | Daniel Holgado | Leopard Racing                 | KTM           |
| 5  | 14.05. | GP von Frankreich     | Le Mans              | Daniel Holgado | Ayumu Sasaki   | Jaume Masiá        | Ayumu Sasaki   | Ayumu Sasaki    | Daniel Holgado | Leopard Racing                 | KTM           |
| 6  | 11.06. | GP von Italien        | Mugello              | Daniel Holgado | Deniz Öncü     | Ayumu Sasaki       | Deniz Öncü     | Ayumu Sasaki    | Daniel Holgado | Leopard Racing                 | KTM           |
| 7  | 18.06. | GP von Deutschland    | Hohenstein-Ernstthal | Deniz Öncü     | Ayumu Sasaki   | Daniel Holgado     | Ayumu Sasaki   | Daniel Holgado  | Daniel Holgado | Red Bull KTM Tech 3            | KTM           |
| 8  | 25.06. | Dutch TT              | Assen                | Jaume Masiá    | Ayumu Sasaki   | Deniz Öncü         | David Muñoz    | Iván Ortolá     | Daniel Holgado | Leopard Racing                 | KTM           |
| 9  | 06.08. | GP von Großbritannien | Silverstone          | David Alonso   | Ayumu Sasaki   | Daniel Holgado     | Jaume Masiá    | Colin Veijer    | Daniel Holgado | Red Bull KTM Ajo               | KTM           |
| 10 | 20.08. | GP von Österreich     | Spielberg            | Deniz Öncü     | Daniel Holgado | Ayumu Sasaki       | Colin Veijer   | David Alonso    | Daniel Holgado | Red Bull KTM Ajo               | KTM           |
| 11 | 03.09. | GP von Katalonien     | Montmeló             | David Alonso   | Jaume Masiá    | José Antonio Rueda | Deniz Öncü     | Daniel Holgado  | Daniel Holgado | Red Bull KTM Ajo               | KTM           |
| 12 | 10.09. | GP von San Marino     | Misano Adriatico     | David Alonso   | Jaume Masiá    | Deniz Öncü         | Jaume Masiá    | David Alonso    | Daniel Holgado | Red Bull KTM Ajo               | KTM           |
| 13 | 24.09. | GP von Indien         | Greater Noida        | Jaume Masiá    | Kaito Toba     | Ayumu Sasaki       | Jaume Masiá    | Ayumu Sasaki    | Daniel Holgado | Red Bull KTM Ajo               | KTM           |
| 14 | 01.10. | GP von Japan          | Motegi               | Jaume Masiá    | Ayumu Sasaki   | Daniel Holgado     | Jaume Masiá    | Ayumu Sasaki    | Jaume Masiá    | Liqui Moly Husqvarna Intact GP | KTM           |
| 15 | 15.10. | GP von Indonesien     | Lombok               | Diogo Moreira  | David Alonso   | David Muñoz        | Diogo Moreira  | Iván Ortolá     | Jaume Masiá    | Liqui Moly Husqvarna Intact GP | KTM           |
| 16 | 22.10. | GP von Australien     | Phillip Island       | Deniz Öncü     | Ayumu Sasaki   | Joel Kelso         | Ayumu Sasaki   | Deniz Öncü      | Jaume Masiá    | Liqui Moly Husqvarna Intact GP | KTM           |
| 17 | 29.10. | GP von Thailand       | Buri Ram             | David Alonso   | Taiyo Furusato | Collin Veijer      | Deniz Öncü     | Deniz Öncü      | Jaume Masiá    | Liqui Moly Husqvarna Intact GP | KTM           |
| 18 | 12.11. | GP von Malaysia       | Sepang               | Collin Veijer  | Ayumu Sasaki   | Jaume Masiá        | Jaume Masiá    | Ayumu Sasaki    | Jaume Masiá    | Liqui Moly Husqvarna Intact GP | KTM           |
| 19 | 19.11. | GP von Katar          | Doha                 | Jaume Masiá    | David Alonso   | Deniz Öncü         | Daniel Holgado | Ayumu Sasaki    | Jaume Masiá    | Liqui Moly Husqvarna Intact GP | KTM           |
| 20 | 26.11. | GP von Valencia       | Valencia             | Ayumu Sasaki   | David Alonso   | Iván Ortolá        | Collin Veijer  | David Alonso    | Jaume Masiá    | Liqui Moly Husqvarna Intact GP | KTM           |
|    | 09.07. | GP von Kasachstan     | Almaty               |                |                |                    |                |                 |                |                                |               |

### Fahrerwertung
| Pos. | Fahrer             | Maschine         | Portugal | Argentinien | USA-Texas | Spanien | Frankreich | Italien | Deutschland | Niederlande | Vereinigtes Konigreich | Osterreich | Katalonien | San Marino | Indien | Japan | Indonesien | Australien | Thailand | Malaysia | Katar | Valencia | Gesamt- punkte |
| ---- | ------------------ | ---------------- | -------- | ----------- | --------- | ------- | ---------- | ------- | ----------- | ----------- | ---------------------- | ---------- | ---------- | ---------- | ------ | ----- | ---------- | ---------- | -------- | -------- | ----- | -------- | -------------- |
| 1    | Jaume Masiá        | Honda            | 5        | DNF         | 2         | 3       | 3          | 5       | 6           | 1           | 18                     | DNF        | 2          | 2          | 1      | 1     | 6          | 8          | 4        | 3        | 1     | 13       | 274            |
| 2    | Ayumu Sasaki       | Husqvarna        | 6        | DNF         | DNF       | 4       | 2          | 3       | 2           | 2           | 2                      | 3          | 4          | 7          | 3      | 2     | 18         | 2          | DNF      | 2        | 6     | 1        | 268            |
| 3    | David Alonso       | GasGas           | DNF      | 14          | 8         | 2       | 8          | 4       | 5           | 13          | 1                      | 29         | 1          | 1          | 5      | 7     | 2          | DNF        | 1        | DNF      | 2     | 2        | 245            |
| 4    | Deniz Öncü         | KTM              | 10       | 24          | 6         | 9       | 6          | 2       | 1           | 3           | 11                     | 1          | 11         | 3          | 14     | DNF   | 8          | 1          | 5        | 11       | 3     | 5        | 223            |
| 5    | Daniel Holgado     | KTM              | 1        | 4           | 5         | 6       | 1          | 1       | 3           | 25          | 3                      | 2          | 21         | 16         | 4      | 3     | 14         | 13         | 6        | DNF      | 9     | 8        | 220            |
| 6    | Iván Ortolá        | KTM              | DNF      | 19          | 1         | 1       | 4          | 11      | 4           | 4           | 4                      | 5          | DSQ        | 8          | 8      | 5     | 9          | DNF        | 11       | 4        | 15    | 3        | 187            |
| 7    | Collin Veijer      | Husqvarna        | 12       | 22          | 13        | 23      | 15         | 6       | DNF         | 7           | 9                      | 4          | DNS        | 5          | DNF    | 11    | 4          | 4          | 3        | 1        | 10    | 4        | 149            |
| 8    | Diogo Moreira      | KTM              | 3        | 2           | 4         | 10      | DNF        | 7       | 7           | 12          | 7                      | 8          | 16         | 12         | 13     | 14    | 1          | DNF        | 13       | DNF      | 26    | DNF      | 131            |
| 9    | José Antonio Rueda | KTM              | 4        | 23          | 10        | 5       | 9          | 14      | 13          | 6           | 8                      | 11         | 3          | 9          | 10     | 10    | 5          | 18         | 16       | DNF      | 16    | 6        | 121            |
| 10   | David Muñoz        | KTM              | 2        | 16          | DNF       | DNS     | INJ        | INJ     | 12          | 5           | 5                      | 9          | DNF        | 4          | 6      | 6     | 3          | DNF        | DNF      | 17       | 12    | 9        | 113            |
| 11   | Kaito Toba         | Honda            | 11       | 7           | 11        | DNF     | 12         | 10      | 14          | 11          | 14                     | 14         | 7          | 6          | 2      | 8     | 12         | 17         | 10       | DNF      | 8     | 20       | 105            |
| 12   | Stefano Nepa       | KTM              | 7        | 6           | DNF       | 15      | 10         | 9       | 9           | 10          | 12                     | 10         | 5          | 13         | 9      | 4     | 10         | 12         | 17       | 15       | 18    | 15       | 102            |
| 13   | Ryusei Yamanaka    | GasGas           | 16       | 9           | 9         | 25      | 5          | 15      | 8           | 15          | 15                     | 7          | 9          | 14         | 15     | 9     | 15         | 15         | 9        | 9        | 21    | 10       | 84             |
| 14   | Riccardo Rossi     | Honda            | 15       | DNF         | 15        | DNF     | 16         | 8       | 17          | 18          | 13                     | 6          | 6          | 18         | 7      | 13    | 13         | 6          | 8        | DNF      | 4     | 17       | 79             |
| 15   | Xavier Artigas     | CFMoto           | 8        | 8           | 3         | 7       | 7          | DNF     | 11          | 14          | 21                     | 19         | 12         | 17         | 12     | DNF   | 19         | 16         | 14       | 6        | 20    | 19       | 77             |
| 16   | Taiyo Furusato     | Honda            | 20       | 18          | 20        | 16      | DNF        | DNF     | 10          | 17          | 20                     | 18         | 13         | 11         | DNF    | 12    | 7          | 7          | 2        | DNF      | 14    | 11       | 63             |
| 17   | Joel Kelso         | CFMoto           | 9        |             |           | 18      | 11         | DNF     | 22          | 9           | 16                     | 16         | DSQ        | 19         | DNF    | 15    | 16         | 3          | 12       | 7        | 13    | 7        | 61             |
| 18   | Matteo Bertelle    | Honda            | 17       | 12          | DNF       | 13      | 17         | 12      | DNF         | 16          | DNF                    | 12         | 10         | 20         | DNF    | DNF   | 11         | 9          | 7        | 10       | 7     | 18       | 57             |
| 19   | Tatsuki Suzuki     | Honda            | 14       | 1           | DNF       | 8       | 13         | DNF     | INJ         |             | DNF                    | 13         | 8          | 15         | DNF    | DNF   |            |            |          |          |       |          | 50             |
| 20   | Romano Fenati      | Honda            | 19       | 13          | 16        | 11      | 19         | 17      | 18          | 8           | 10                     | 17         | 14         | 10         | DNS    |       |            |            |          | DNF      | 11    | 16       | 35             |
| 21   | David Salvador     | KTM              | 13       | 10          | 7         | DNF     | 14         | 18      | 24          | 20          | 6                      | 15         | 19         | DNF        | DNF    |       |            | DNF        | 25       | 18       | 23    | 21       | 31             |
| 22   | Adrián Fernández   | Honda            |          |             |           |         |            |         | 16          | DNF         |                        |            |            |            |        |       | DNF        | 5          | 15       | 5        | 17    | 14       | 25             |
| 23   | Scott Ogden        | Honda            | DNF      | 5           | 14        | 12      | DNF        | 13      | 20          | 22          | 17                     | 22         | 15         | 23         | DNF    | 18    | DNF        | DNQ        | 20       | 13       | 19    | DNS      | 24             |
| 24   | Filippo Farioli    | KTM              | DNF      | 20          | 18        | 14      | 18         | DNF     | 21          | 21          | 19                     | 21         | DNF        | 21         | 11     | 16    | 20         | DNF        | 19       | 8        | DNF   | 12       | 19             |
| 25   | Andrea Migno       | KTM              |          | 3           | 19        | 17      | DNF        | 16      | 15          | 19          |                        |            |            |            |        |       |            |            |          |          |       |          | 17             |
| 26   | Vicente Pérez      | KTM              |          |             |           |         |            | DNF     |             |             |                        |            |            |            |        |       |            | DNF        | 18       | 12       | 5     | DNF      | 15             |
| 27   | Lorenzo Fellon     | KTM              | DNS      |             |           |         |            |         |             |             | 24                     | 24         | 23         | 24         | 17     | 21    | 23         | 10         | 21       | 16       | 24    | DNF      | 6              |
| 28   | Syarifuddin Azman  | KTM              | 22       | 11          | DNF       | 21      | DNF        | DNS     |             | DNS         | DNF                    | 28         | 24         | 25         | 21     | 19    | 24         | DNF        | 24       | 20       | 22    | DNS      | 5              |
| 29   | Nicola Carraro     | Honda            |          |             |           |         |            |         |             |             |                        |            |            |            |        |       | 21         | 11         | 22       |          |       |          | 5              |
| 30   | Joshua Whatley     | Honda            | 21       | 15          | DNS       | 24      | 22         | 21      | 23          | DNF         | 25                     | 27         | 21         | 22         | 16     | 20    | 22         | 14         | 23       | 14       | DNF   |          | 5              |
| 31   | Mario Aji          | Honda            | 18       | DNF         | 12        | 19      | 21         | 20      | 19          | 23          | 22                     | 26         | 17         | 26         | 18     | 23    | 25         | DNF        | 26       | 19       | 25    | 23       | 4              |
| 32   | David Almansa      | CFMoto Husqvarna |          | 17          | 17        | 20      |            |         |             |             |                        |            | 22         |            |        | 17    |            |            |          |          |       | WD       | 0              |
| 33   | Fadillah Aditama   | Honda            |          |             |           |         |            |         |             |             |                        |            |            |            |        |       | 17         |            |          |          |       |          | 0              |
| 34   | Tatchakorn Buasri  | Honda            |          |             |           |         |            |         | 25          |             |                        | 23         | 18         |            |        |       |            |            | 28       |          |       |          | 0              |
| 35   | Ana Carrasco       | KTM              | 23       | 21          | 21        | 22      | 20         | 22      | 27          | 24          | 23                     | 25         | 25         | 27         | 19     | 22    | DNF        |            |          |          |       |          | 0              |
| 36   | Luca Lunetta       | KTM              |          |             |           |         |            | 19      |             |             |                        |            |            |            |        |       |            |            |          |          |       |          | 0              |
| 37   | Danial Shahril     | KTM              |          |             |           |         |            |         | 26          |             |                        |            |            |            | 20     |       |            |            |          |          |       |          | 0              |
| 38   | Noah Dettwiler     | CFMoto           |          |             |           |         |            |         |             |             | 20                     |            |            |            |        | 26    |            |            |          |          |       |          | 0              |
| 39   | Marcos Ruda        | Husqvarna        |          |             |           |         |            |         |             |             |                        |            |            |            |        |       |            |            |          |          |       | 22       | 0              |
| 40   | Krittapat Keankum  | KTM              |          |             |           |         |            |         |             |             |                        |            |            |            |        |       |            |            | 27       |          |       |          | 0              |
|      | KY Ahamed          | Honda            |          |             |           |         |            |         |             |             |                        |            |            |            | DNQ    |       |            |            |          |          |       |          | 0              |
| Pos. | Fahrer             | Maschine         | Portugal | Argentinien | USA-Texas | Spanien | Frankreich | Italien | Deutschland | Niederlande | Vereinigtes Konigreich | Osterreich | Katalonien | San Marino | Indien | Japan | Indonesien | Australien | Thailand | Malaysia | Katar | Valencia | Gesamt- punkte |

| Farbe         | Bedeutung                               |
| ------------- | --------------------------------------- |
| Gold          | Sieger                                  |
| Silber        | 2. Platz                                |
| Bronze        | 3. Platz                                |
| Grün          | Platzierung in den Punkten              |
| Blau          | Klassifiziert außerhalb der Punkteränge |
| Violett       | Rennen nicht beendet (DNF)              |
| Violett       | nicht klassifiziert (NC)                |
| Rot           | nicht qualifiziert (DNQ)                |
| Schwarz       | disqualifiziert (DSQ)                   |
| Weiß          | nicht am Start (DNS)                    |
| Weiß          | zurückgezogen (WD)                      |
| Weiß          | Rennen abgesagt (C)                     |
| ohne Farbe    | nicht am Training teilgenommen (DNP)    |
| ohne Farbe    | verletzt oder krank (INJ)               |
| ohne Farbe    | ausgeschlossen (EX)                     |
| ohne Farbe    | nicht erschienen (DNA)                  |
| fett          | Pole-Position                           |
| kursiv        | Schnellste Rennrunde                    |
| unterstrichen | WM-Führung                              |
| hochgestellt  | Platzierung im Sprintrennen             |

### Konstrukteurswertung
| Pos. | Konstrukteur | Portugal | Argentinien | USA-Texas | Spanien | Frankreich | Italien | Deutschland | Niederlande | Vereinigtes Konigreich | Osterreich | Katalonien | San Marino | Indien | Japan | Indonesien | Australien | Thailand | Malaysia | Katar | Valencia | Gesamt- punkte |
| ---- | ------------ | -------- | ----------- | --------- | ------- | ---------- | ------- | ----------- | ----------- | ---------------------- | ---------- | ---------- | ---------- | ------ | ----- | ---------- | ---------- | -------- | -------- | ----- | -------- | -------------- |
| 1    | KTM          | 1        | 2           | 1         | 1       | 1          | 1       | 1           | 3           | 3                      | 1          | 3          | 3          | 4      | 3     | 1          | 1          | 5        | 4        | 3     | 3        | 394            |
| 2    | Honda        | 5        | 1           | 2         | 3       | 3          | 5       | 6           | 1           | 10                     | 6          | 2          | 2          | 1      | 1     | 6          | 5          | 2        | 3        | 1     | 11       | 327            |
| 3    | Husqvarna    | 6        | 22          | 13        | 4       | 2          | 3       | 2           | 2           | 2                      | 3          | 4          | 5          | 3      | 2     | 4          | 2          | 3        | 1        | 6     | 1        | 307            |
| 4    | GasGas       | 16       | 9           | 8         | 2       | 5          | 4       | 5           | 13          | 1                      | 7          | 1          | 1          | 5      | 7     | 2          | 15         | 1        | 9        | 2     | 2        | 270            |
| 5    | CFMoto       | 8        | 8           | 3         | 7       | 7          | DNF     | 11          | 9           | 16                     | 16         | 13         | 17         | 12     | 15    | 16         | 3          | 12       | 6        | 13    | 7        | 113            |

### Teamwertung
| Pos. | Konstrukteur                   | Portugal | Argentinien | USA-Texas | Spanien | Frankreich | Italien | Deutschland | Niederlande | Vereinigtes Konigreich | Osterreich | Katalonien | San Marino | Indien | Japan | Indonesien | Australien | Thailand | Malaysia | Katar | Valencia | Gesamt- punkte |
| ---- | ------------------------------ | -------- | ----------- | --------- | ------- | ---------- | ------- | ----------- | ----------- | ---------------------- | ---------- | ---------- | ---------- | ------ | ----- | ---------- | ---------- | -------- | -------- | ----- | -------- | -------------- |
| 1    | Liqui Moly Husqvarna Intact GP | 14       | 0           | 3         | 13      | 21         | 26      | 20          | 29          | 27                     | 29         | 13         | 20         | 16     | 25    | 13         | 33         | 16       | 45       | 16    | 38       | 417            |
| 2    | Leopard Racing                 | 13       | 25          | 20        | 24      | 19         | 11      | 10          | 25          | 0                      | 3          | 28         | 21         | 25     | 25    | 10         | 19         | 14       | 27       | 25    | 5        | 349            |
| 3    | Red Bull KTM Ajo               | 19       | 0           | 16        | 18      | 17         | 22      | 28          | 26          | 13                     | 30         | 21         | 23         | 8      | 6     | 19         | 25         | 11       | 5        | 16    | 21       | 344            |
| 4    | GasGas Aspar Team              | 0        | 9           | 15        | 20      | 19         | 14      | 19          | 4           | 26                     | 9          | 32         | 27         | 12     | 16    | 21         | 1          | 32       | 7        | 20    | 26       | 329            |
| 5    | Angeluss MTA Team              | 9        | 10          | 25        | 26      | 19         | 12      | 20          | 19          | 17                     | 17         | 11         | 11         | 15     | 24    | 13         | 4          | 5        | 14       | 1     | 17       | 289            |
| 6    | Red Bull KTM Tech3             | 25       | 13          | 11        | 12      | 25         | 25      | 16          | 0           | 16                     | 20         | 0          | 0          | 18     | 16    | 2          | 3          | 10       | 8        | 7     | 12       | 239            |
| 7    | SIC58 Squadra Corse            | 6        | 9           | 6         | 0       | 4          | 14      | 2           | 5           | 7                      | 12         | 19         | 10         | 29     | 11    | 7          | 10         | 14       | 0        | 21    | 0        | 184            |
| 8    | CFMoto Racing Prüstel GP       | 15       | 8           | 16        | 9       | 14         | 0       | 5           | 9           | 0                      | 0          | 4          | 0          | 4      | 1     | 0          | 16         | 6        | 19       | 3     | 9        | 138            |
| 9    | MT Helmets – MSI               | 16       | 25          | 13        | 6       | 0          | 9       | 9           | 4           | 9                      | 8          | 0          | 4          | 3      | 2     | 25         | 0          | 3        | 0        | 0     | 0        | 136            |
| 10   | Boé SKX                        | 20       | 0           | 0         | 0       | 0          | 0       | 4           | 11          | 11                     | 7          | 0          | 13         | 10     | 10    | 16         | 0          | 0        | 4        | 15    | 7        | 128            |
| 11   | Rivacold Snipers Team          | 0        | 5           | 0         | 8       | 0          | 4       | 0           | 8           | 6                      | 4          | 8          | 6          | 0      | 0     | 5          | 12         | 9        | 6        | 14    | 0        | 97             |
| 12   | Honda Team Asia                | 0        | 0           | 4         | 0       | 0          | 0       | 6           | 0           | 0                      | 0          | 3          | 5          | 0      | 4     | 9          | 9          | 20       | 0        | 2     | 5        | 67             |
| 13   | CIP Green Power                | 3        | 22          | 9         | 0       | 2          | 0       | 1           | 0           | 10                     | 1          | 0          | 0          | 0      | 0     | 0          | 6          | 0        | 0        | 0     | 0        | 54             |
| 14   | VisionTrack Racing Team        | 0        | 12          | 2         | 4       | 0          | 3       | 0           | 0           | 0                      | 0          | 1          | 0          | 0      | 0     | 0          | 2          | 0        | 5        | 0     | 0        | 29             |

## MotoE-Klasse
In der MotoE-Klasse waren neun Teams mit 18 Fahrern gemeldet.

### Teams und Fahrer
| Team                       | Nr. | Fahrer             | Läufe |
| -------------------------- | --- | ------------------ | ----- |
| Dynavolt Intact GP MotoE   | 3   | Randy Krummenacher | alle  |
| Dynavolt Intact GP MotoE   | 4   | Héctor Garzó       | alle  |
| Felo Gresini MotoE         | 11  | Matteo Ferrari     | alle  |
| Felo Gresini MotoE         | 72  | Alessio Finello    | alle  |
| HP Pons Los40              | 29  | Nicholas Spinelli  | alle  |
| HP Pons Los40              | 40  | Mattia Casadei     | alle  |
| LCR E-Team                 | 51  | Eric Granado       | 2–8   |
| LCR E-Team                 | 77  | Miquel Pons        | alle  |
| Ongetta SIC58 Squadracorse | 21  | Kevin Zannoni      | alle  |
| Ongetta SIC58 Squadracorse | 34  | Kevin Manfredi     | alle  |
| Openbank Aspar Team        | 6   | María Herrera      | alle  |
| Openbank Aspar Team        | 81  | Jordi Torres       | alle  |
| Prettl Pramac MotoE        | 23  | Luca Salvadori     | 1–5   |
| Prettl Pramac MotoE        | 99  | Óscar Gutiérrez    | 6–7   |
| Prettl Pramac MotoE        | 16  | Andrea Migno       | 8     |
| Prettl Pramac MotoE        | 53  | Tito Rabat         | alle  |
| RNF MotoE Team             | 8   | Mika Pérez         | alle  |
| RNF MotoE Team             | 9   | Andrea Mantovani   | alle  |
| Tech3 E-Racing             | 61  | Alessandro Zaccone | alle  |
| Tech3 E-Racing             | 78  | Hikari Okubo       | alle  |

| Legende         |
| --------------- |
| Stammfahrer     |
| Wildcard-Fahrer |
| Ersatzfahrer    |

### Fahrerwertung
| Pos. | Fahrer             | Frankreich | Frankreich | Italien | Italien | Deutschland | Deutschland | Niederlande | Niederlande | Vereinigtes Konigreich | Vereinigtes Konigreich | Osterreich | Osterreich | Katalonien | Katalonien | San Marino | San Marino | Gesamt- punkte |
| ---- | ------------------ | ---------- | ---------- | ------- | ------- | ----------- | ----------- | ----------- | ----------- | ---------------------- | ---------------------- | ---------- | ---------- | ---------- | ---------- | ---------- | ---------- | -------------- |
| 1    | Mattia Casadei     | DNF        | 4          | 3       | DNF     | 5           | 2           | 4           | 3           | 6                      | 1                      | 1          | 1          | 2          | 1          | 1          | 3          | 260            |
| 2    | Jordi Torres       | 1          | 2          | 9       | 5       | 1           | 3           | 2           | 2           | 5                      | 4                      | 5          | 6          | 7          | DNF        | 10         | 4          | 217            |
| 3    | Matteo Ferrari     | DNF        | 1          | 2       | 3       | 3           | 7           | 1           | 1           | 8                      | 7                      | 16         | 2          | 4          | 5          | 6          | 7          | 216            |
| 4    | Héctor Garzó       | 2          | 3          | 4       | 6       | DNF         | 1           | 7           | 11          | 4                      | 5                      | 4          | 5          | 3          | 4          | 2          | 2          | 215            |
| 5    | Randy Krummenacher | 3          | 7          | 5       | 7       | 2           | 6           | 3           | 9           | 1                      | DNF                    | 11         | 7          | 6          | 9          | 8          | 11         | 167            |
| 6    | Nicholas Spinelli  | DNF        | 5          | DNF     | 4       | 6           | 5           | 9           | 8           | DNF                    | 3                      | 13         | 13         | 5          | 3          | 3          | 1          | 150            |
| 7    | Eric Granado       |            |            | 6       | 1       | DNF         | 4           | 6           | 4           | 3                      | 2                      | 2          | 18         | 12         | 10         | 14         | 17         | 139            |
| 8    | Andrea Mantovani   | DNF        | 6          | 1       | DNF     | 9           | 10          | 5           | DNF         | 10                     | 6                      | DNF        | 9          | 1          | 2          | 16         | 5          | 138            |
| 9    | Kevin Zannoni      | 4          | 8          | 8       | 10      | 11          | 12          | 10          | 6           | 12                     | DNF                    | 3          | 3          | 11         | 7          | 5          | 6          | 130            |
| 10   | Kevin Manfredi     | 7          | DNF        | 7       | 2       | 12          | 13          | 13          | 10          | 2                      | 9                      | 9          | 10         | 10         | 12         | 4          | 18         | 117            |
| 11   | Alessandro Zaccone | 8          | 9          | 11      | 9       | 4           | 9           | 12          | 7           | DNF                    | DNF                    | 7          | 11         | 9          | 8          | 7          | 10         | 104            |
| 12   | Miquel Pons        | DNF        | 12         | 10      | 15      | 8           | 11          | 11          | 5           | 7                      | DNF                    | 6          | 4          | 8          | 6          | 15         | 9          | 98             |
| 13   | Hikari Okubo       | 5          | 10         | 15      | 12      | 10          | 8           | 14          | 12          | 13                     | 8                      | DNF        | 8          | 13         | 13         | 9          | 12         | 79             |
| 14   | Tito Rabat         | 6          | 16         | 12      | 13      | 7           | 14          | 8           | DNF         | 11                     | DNF                    | 10         | 14         | EX         | DNF        | DNF        | 8          | 57             |
| 15   | Mika Pérez         | 11         | 14         | 16      | 8       | 13          | 15          | 17          | 14          | 9                      | 10                     | 8          | 15         | DNF        | 14         | 11         | 13         | 53             |
| 16   | Alessio Finello    | 9          | 11         | 14      | DNF     | 14          | 17          | 15          | 13          | 14                     | 12                     | 14         | 16         | 15         | 15         | 12         | 15         | 35             |
| 17   | Luca Salvadori     | 10         | 13         | 13      | 11      | 16          | 16          | 16          | DNF         | DNF                    | 11                     |            |            |            |            |            |            | 22             |
| 18   | María Herrera      | 12         | 15         | 17      | 14      | 15          | 18          | 18          | 15          | 15                     | 13                     | 15         | 17         | 16         | 16         | 13         | 16         | 17             |
| 19   | Óscar Gutiérrez    |            |            |         |         |             |             |             |             |                        |                        | 12         | 12         | 14         | 11         |            |            | 15             |
| 20   | Andrea Migno       |            |            |         |         |             |             |             |             |                        |                        |            |            |            |            | NC         | 14         | 2              |
| Pos. | Fahrer             | Frankreich | Frankreich | Italien | Italien | Deutschland | Deutschland | Niederlande | Niederlande | Vereinigtes Konigreich | Vereinigtes Konigreich | Osterreich | Osterreich | Katalonien | Katalonien | San Marino | San Marino | Gesamt- punkte |

| Farbe         | Bedeutung                               |
| ------------- | --------------------------------------- |
| Gold          | Sieger                                  |
| Silber        | 2. Platz                                |
| Bronze        | 3. Platz                                |
| Grün          | Platzierung in den Punkten              |
| Blau          | Klassifiziert außerhalb der Punkteränge |
| Violett       | Rennen nicht beendet (DNF)              |
| Violett       | nicht klassifiziert (NC)                |
| Rot           | nicht qualifiziert (DNQ)                |
| Schwarz       | disqualifiziert (DSQ)                   |
| Weiß          | nicht am Start (DNS)                    |
| Weiß          | zurückgezogen (WD)                      |
| Weiß          | Rennen abgesagt (C)                     |
| ohne Farbe    | nicht am Training teilgenommen (DNP)    |
| ohne Farbe    | verletzt oder krank (INJ)               |
| ohne Farbe    | ausgeschlossen (EX)                     |
| ohne Farbe    | nicht erschienen (DNA)                  |
| fett          | Pole-Position                           |
| kursiv        | Schnellste Rennrunde                    |
| unterstrichen | WM-Führung                              |
| hochgestellt  | Platzierung im Sprintrennen             |